# Biserica de lemn din Răstolița

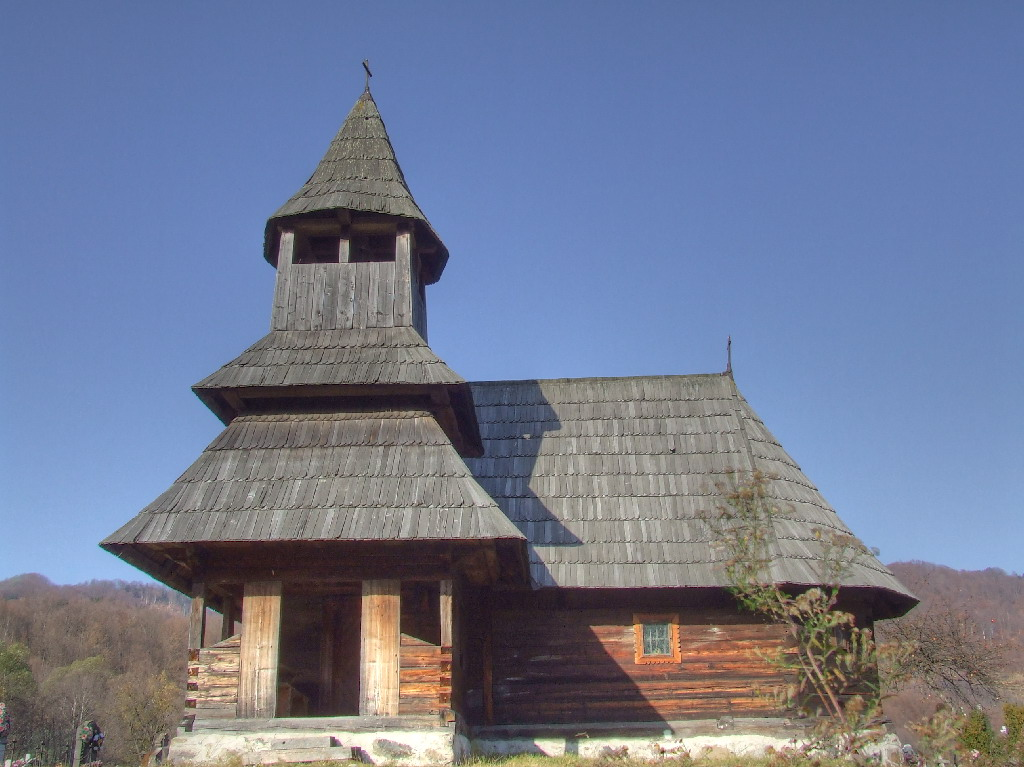
Biserica de lemn din Răstoliţa, vedere din sud, noiembrie 2008

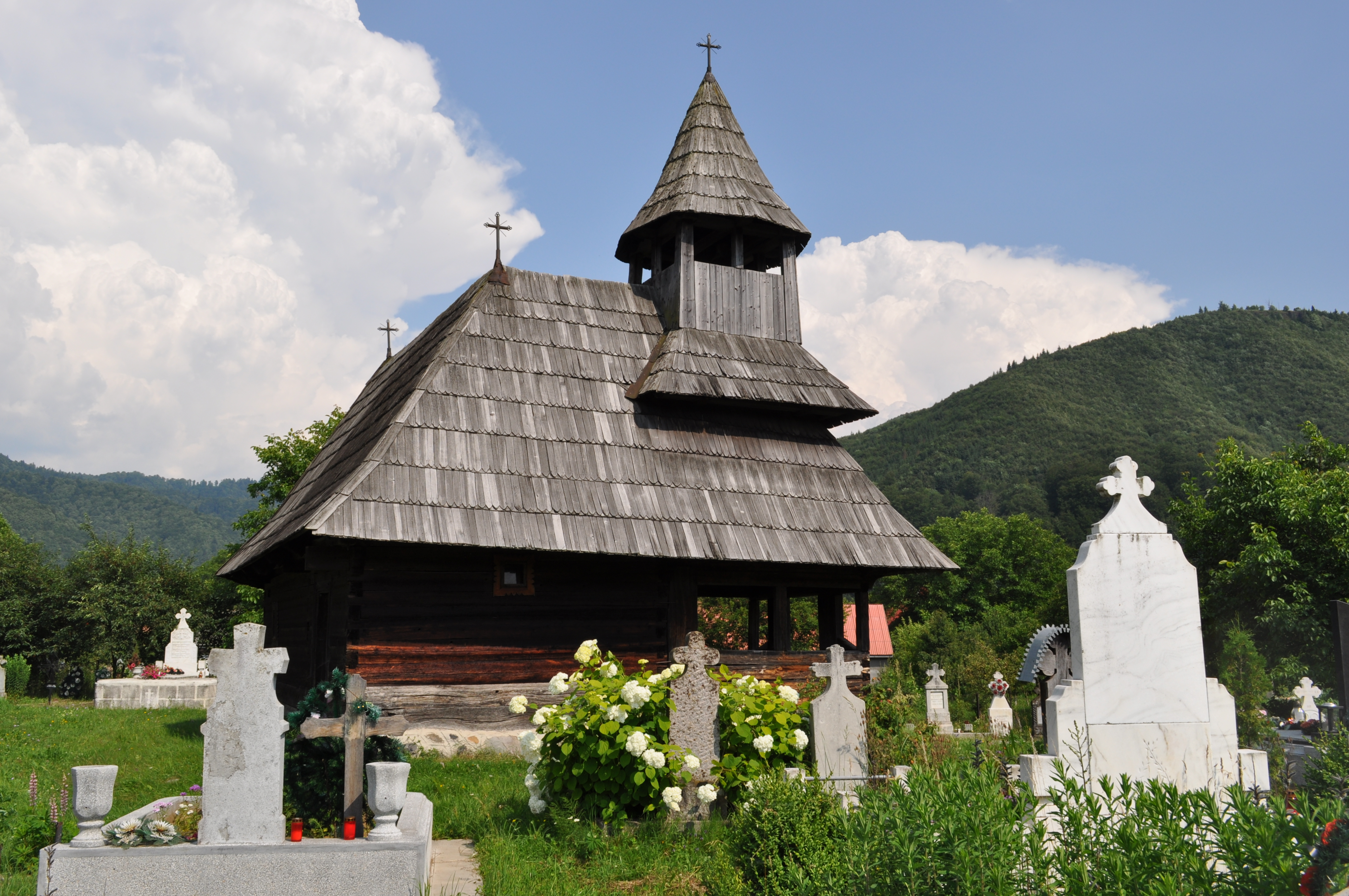
Biserica de lemn „Sfântul Nicolae” din Răstolița, județul Mureș, foto: iulie 2011.

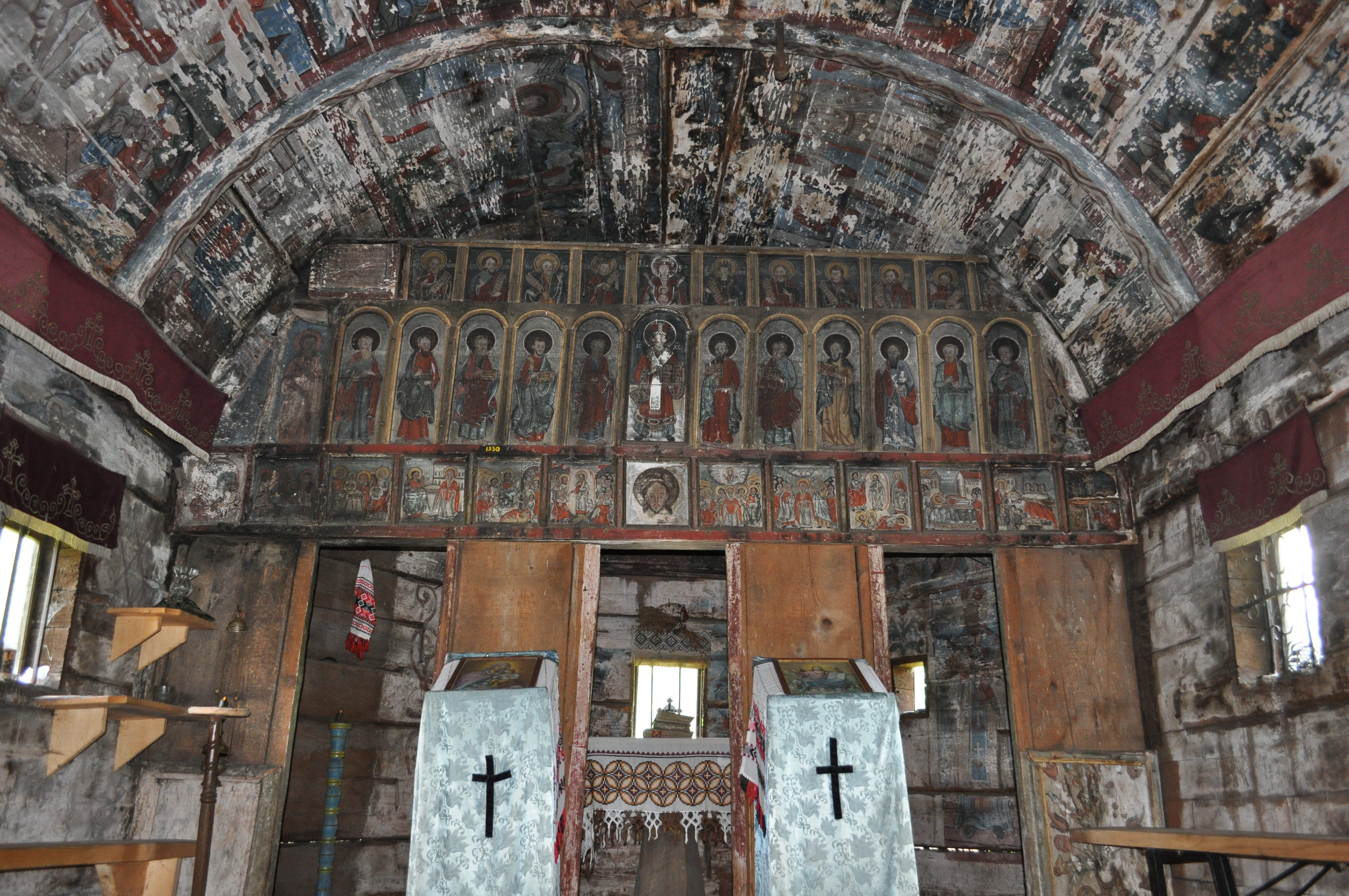
Interiorul navei

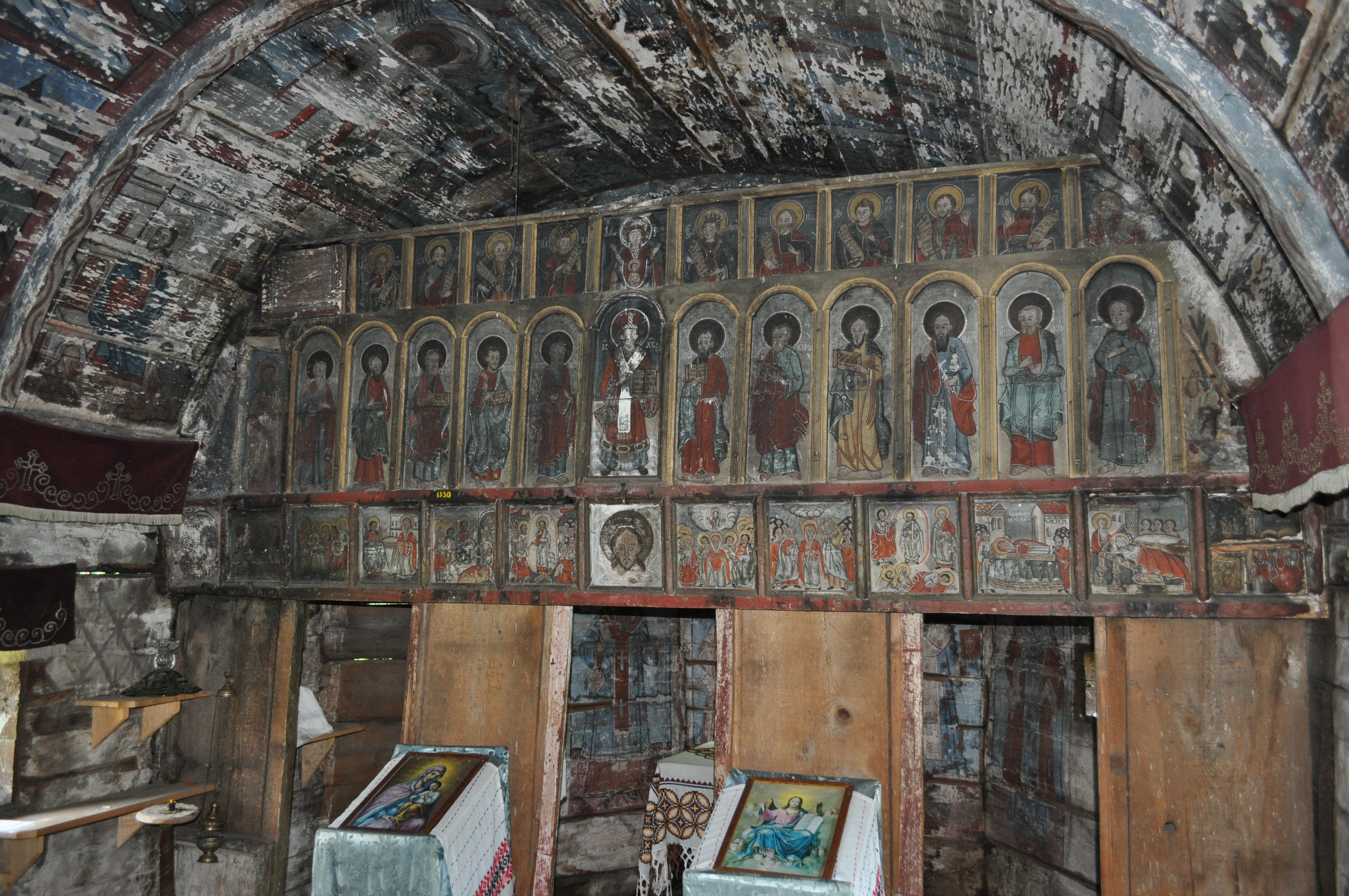
Catapeteasma

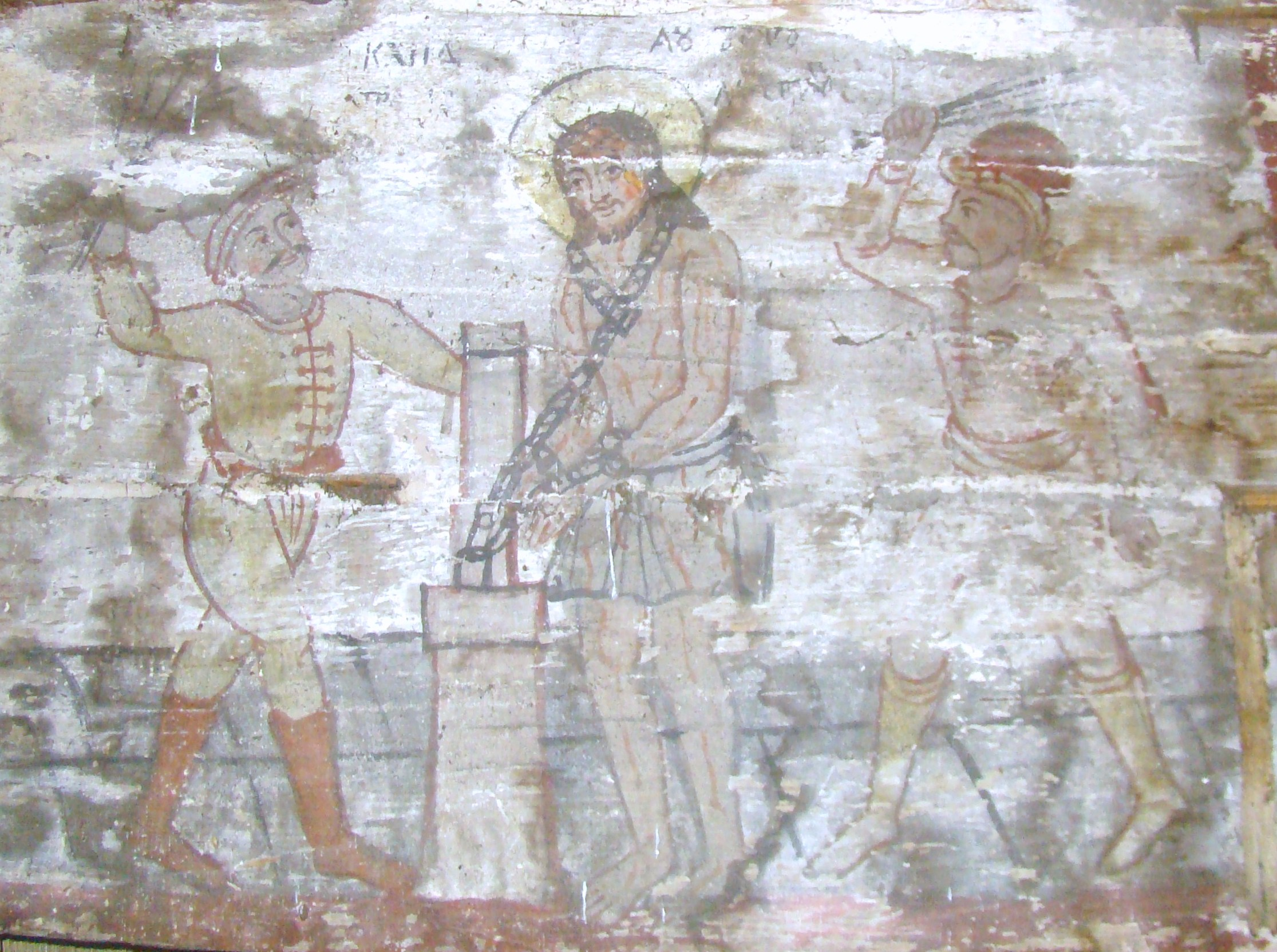
Patimile lui Iisus

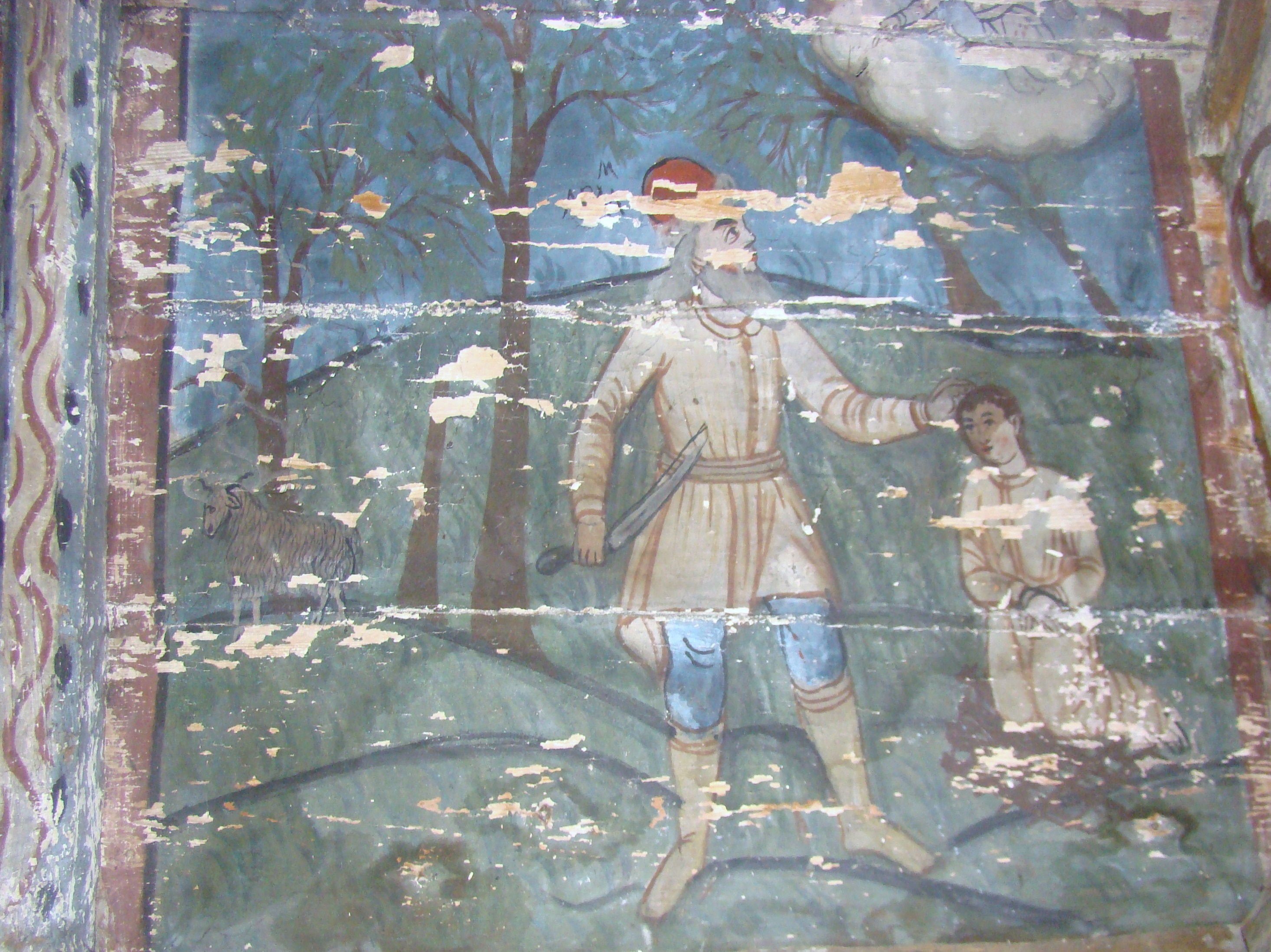
Jertfa lui Avraam

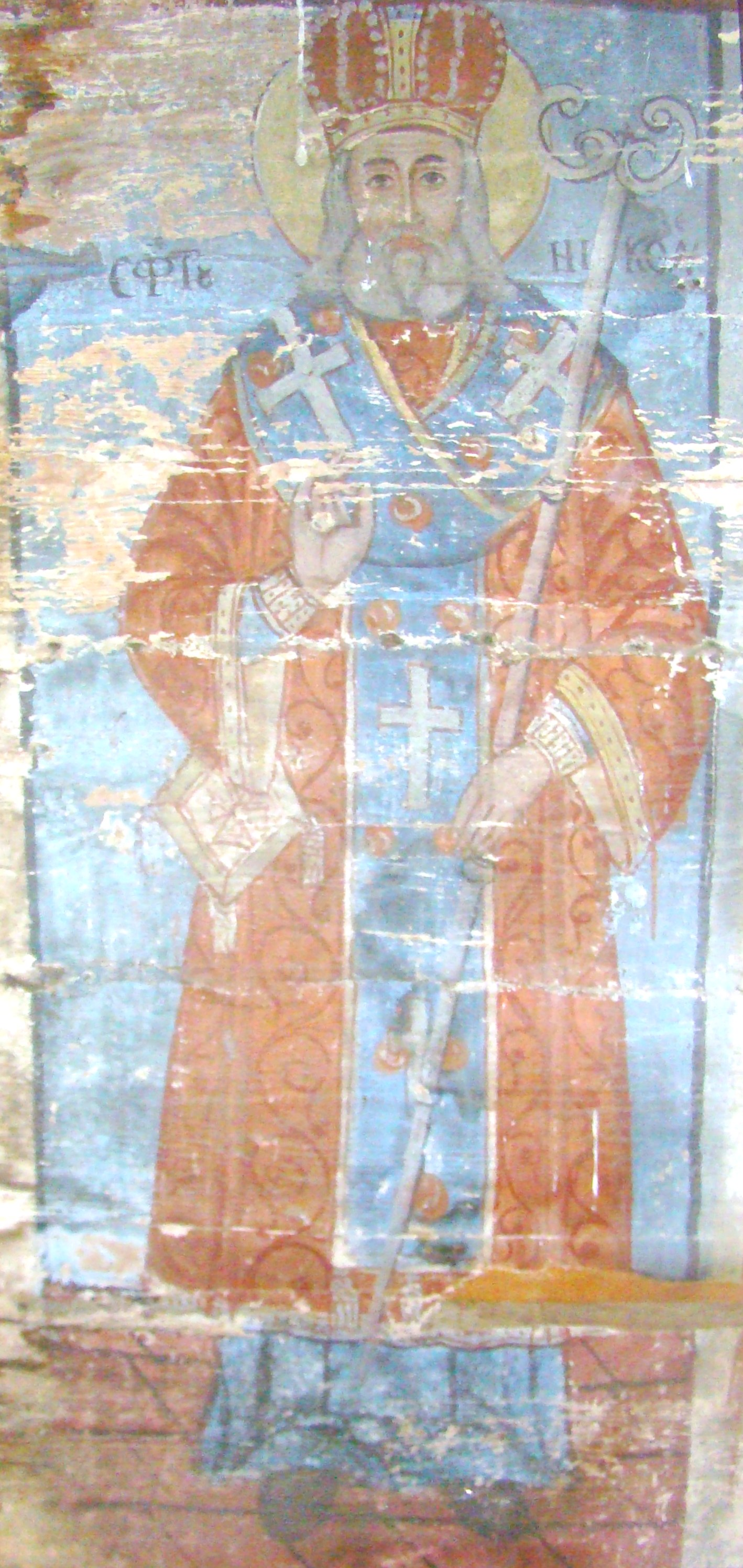
Pictura altarului: Sfinții Ierarhi

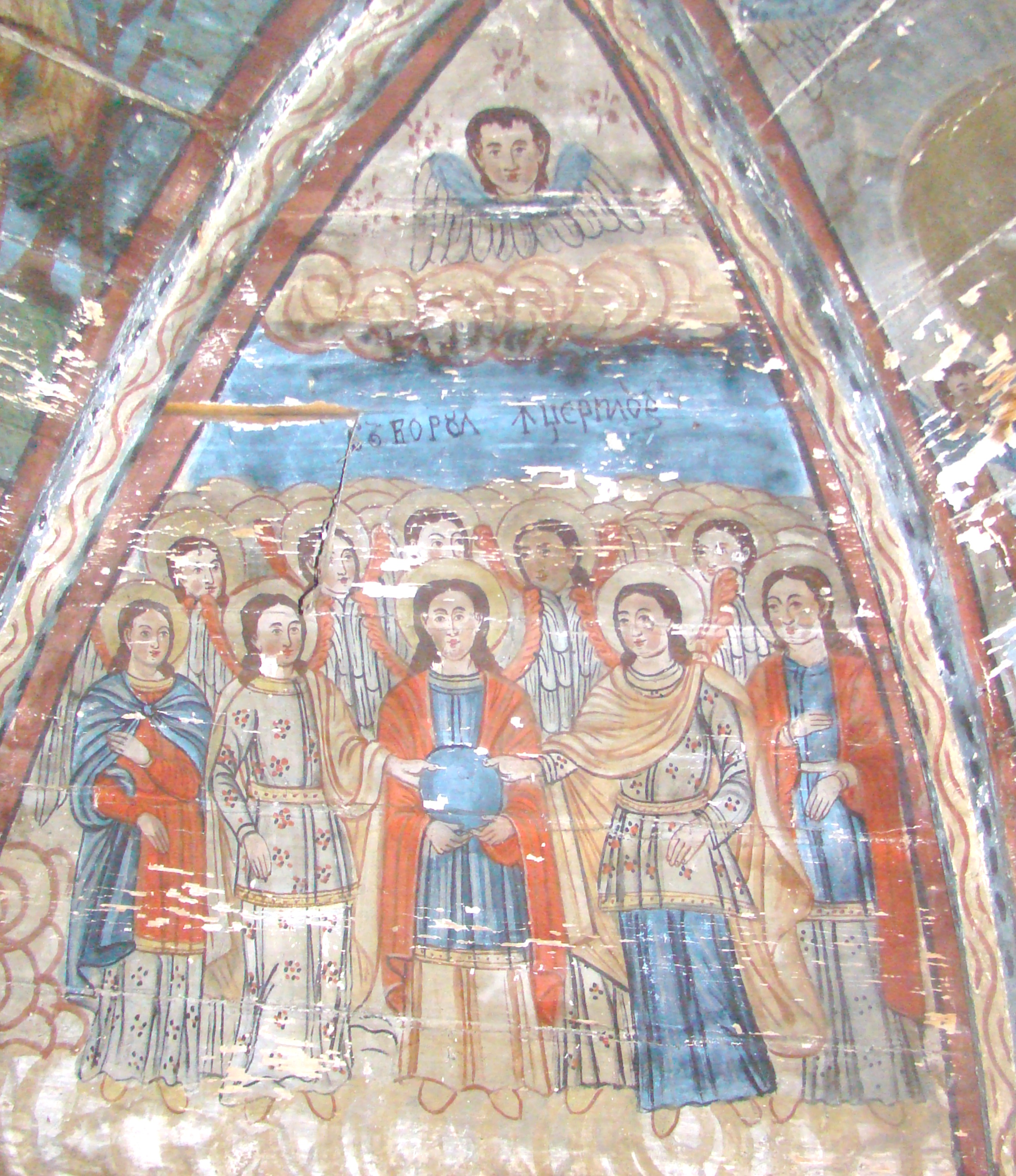
Ceată de îngeri

Biserica de lemn din Răstolița, comuna Răstolița, județul Mureș, datează din a doua jumătate a secolului XVIII. Are hramul „Sfântul Nicolae”. Codul LMI este  MS-II-m-A-15756.

## Istoric și trăsături
Biserica de lemn „Sfântul Nicolae” datează în forma actuală de la sfârșitul secolului al XVIII-lea; dimensiunile foarte mici ale pereților indică însă folosirea unui edificiu anterior.
Planul este dreptunghiular, cu absida răsărireană nedecroșată, de formă poligonală, cu trei laturi. În sistemul de acoperire interoară s-au utilizat atât bolta semicilindrică, de veche tradiție, care acoperă naosul și absida, cât și aceea poligonală di fâșii curbe, adoptată pentru pronaos.
Pe latura sudică se desfășoară o prispă cu stâlpi ciopliți, iar spre capătul de vest, după moda moldovenească, a fost construit un pridvor deschis cu clopotniță deasupra, lucrări ce pot constitui faza de refacere a monumentului de la sfârșitul secolului al XVIII-lea.
În anul 1812, zugravul Pavel Dumbrăveanu a pictat pereții interiori, respectivul decor, asupra căruia s-a intervenit ulterior, găsindu-se în stare proastă de conservare. Mai bine păstrată este catapeteasma, realizată de același zugrav.

## Imagini din exterior

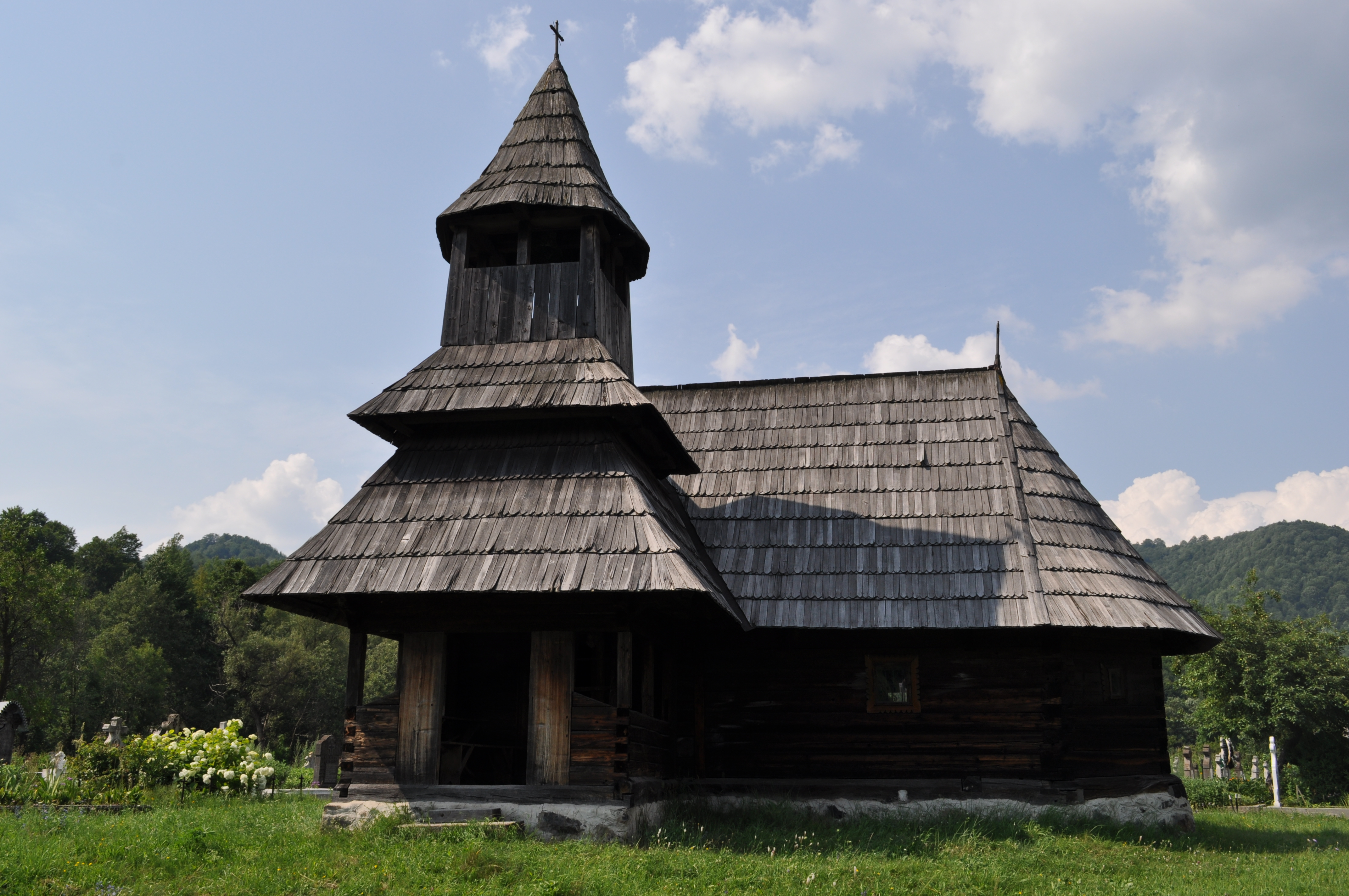
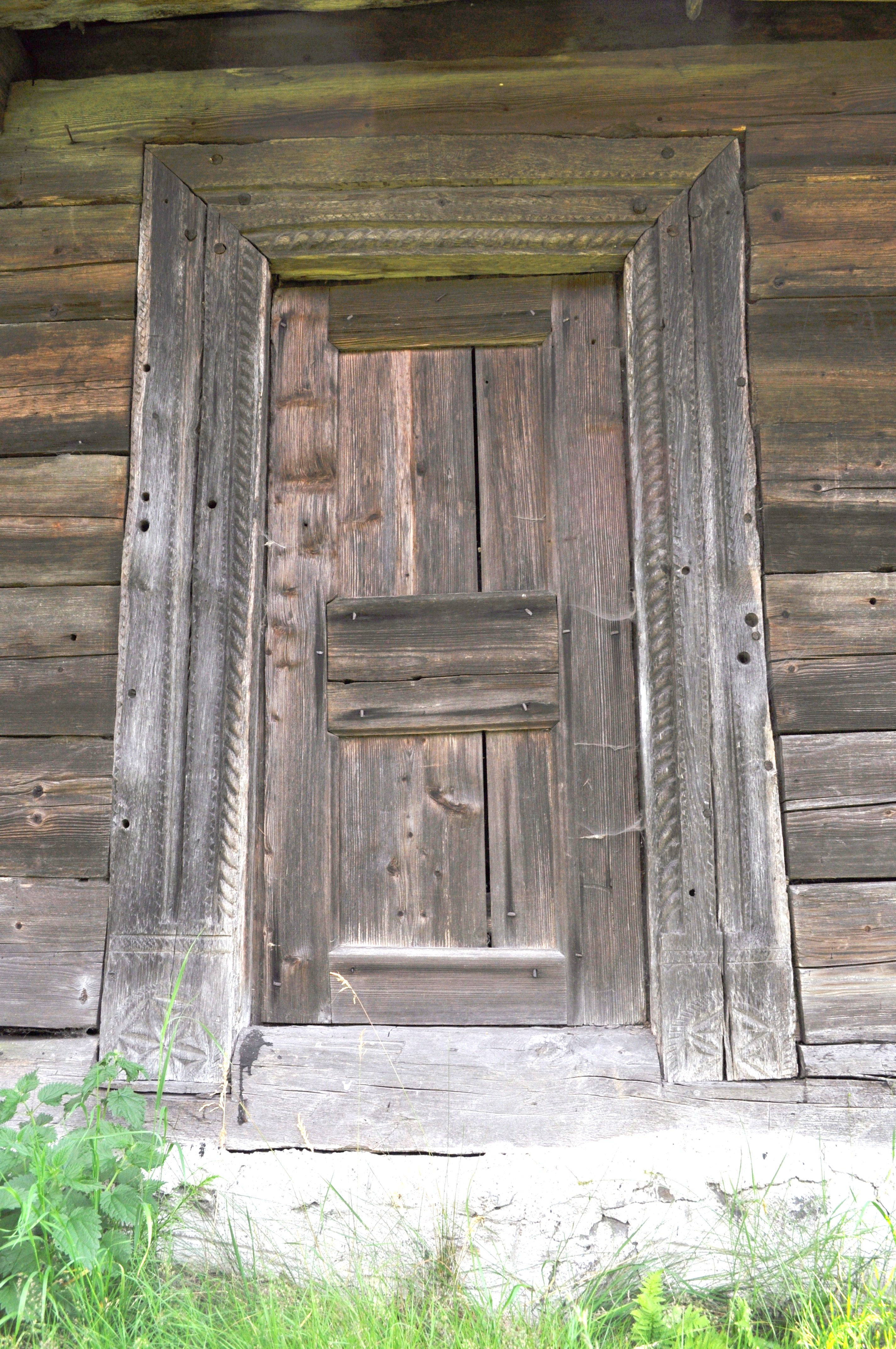
Intrarea inițială de pe latura nordică înfundată cu bârne
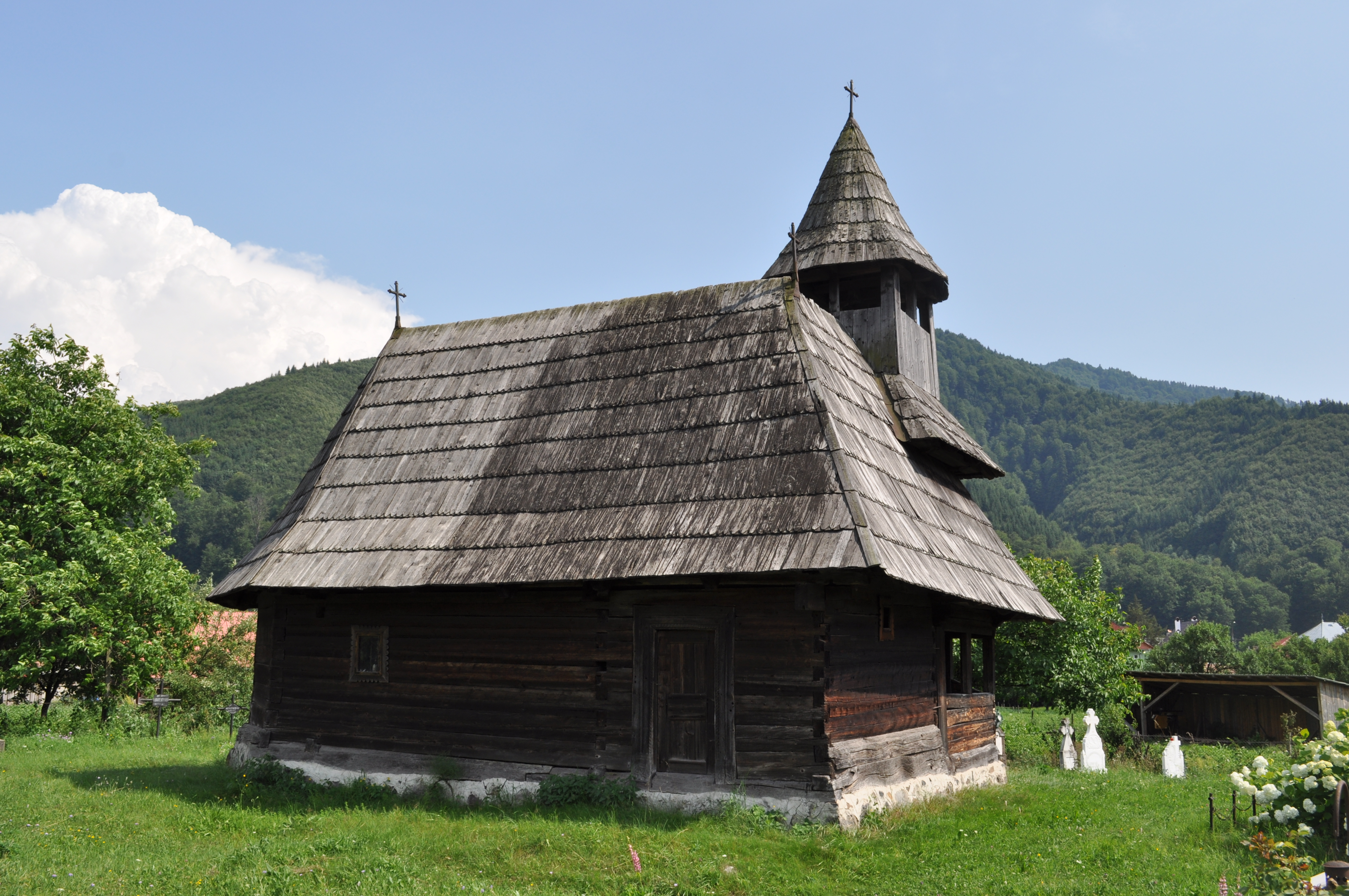

## Imagini din interior

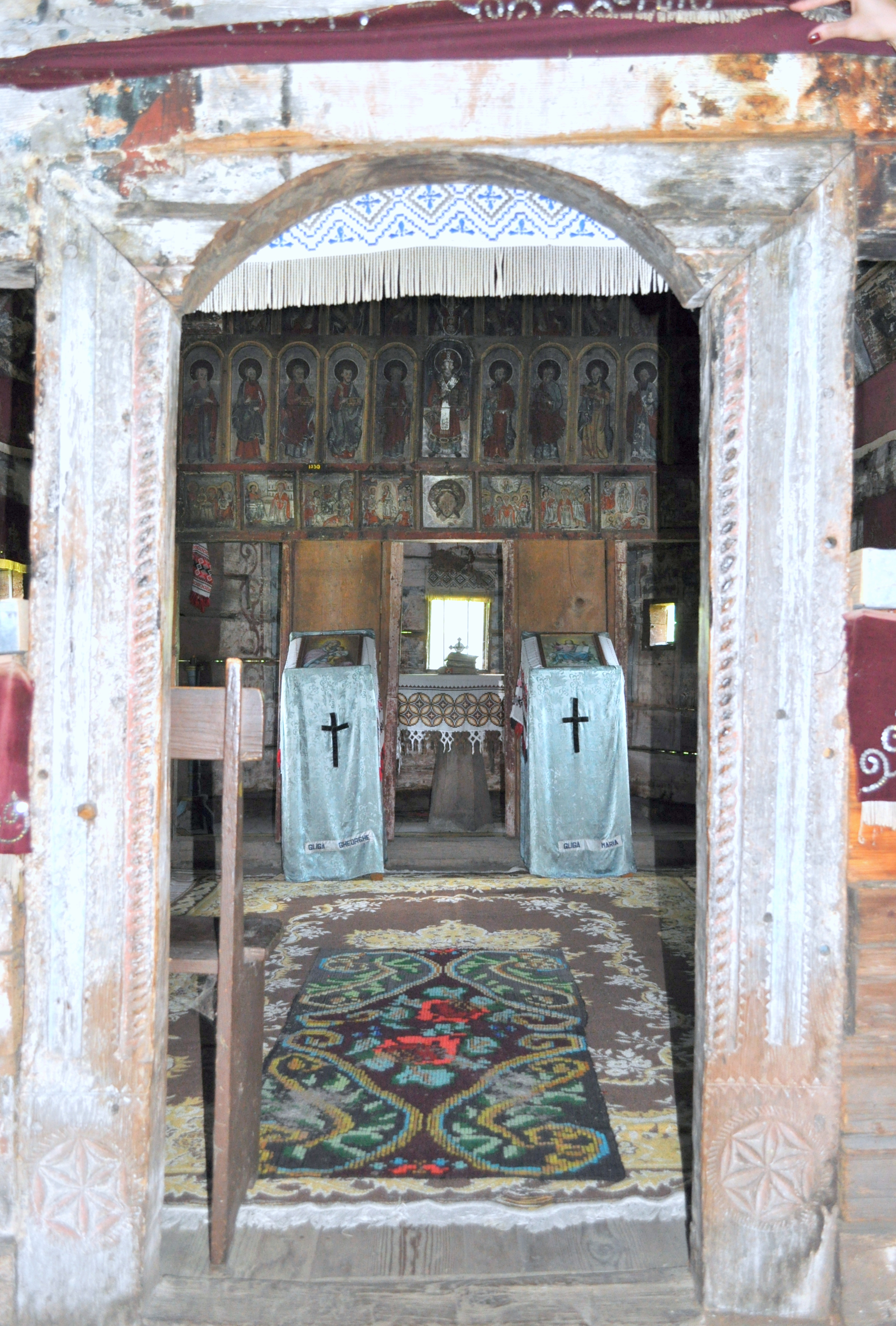
Ancadramentul ușii dintre pronaos și naos sculptat cu motive geometrice și rozete
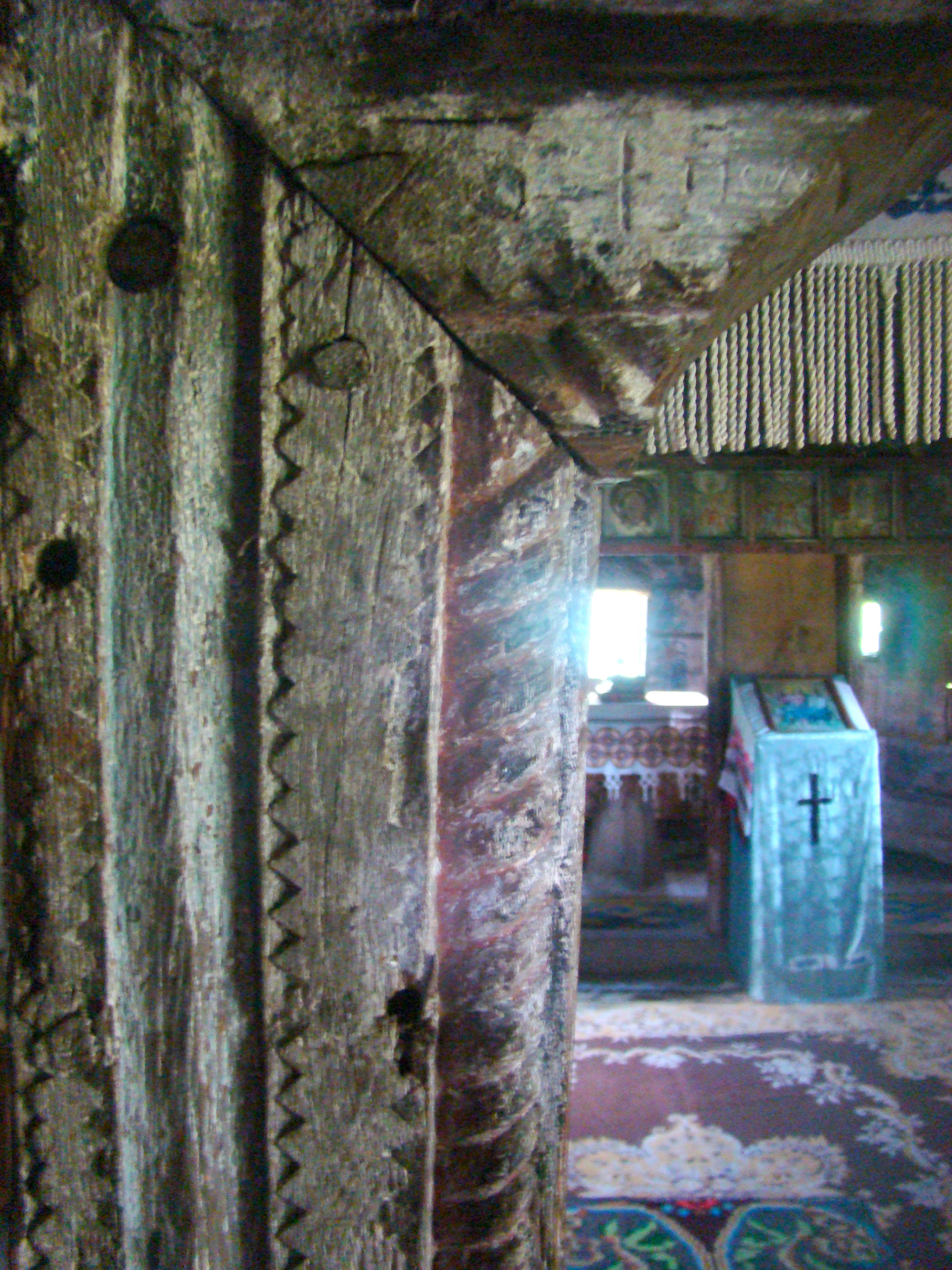
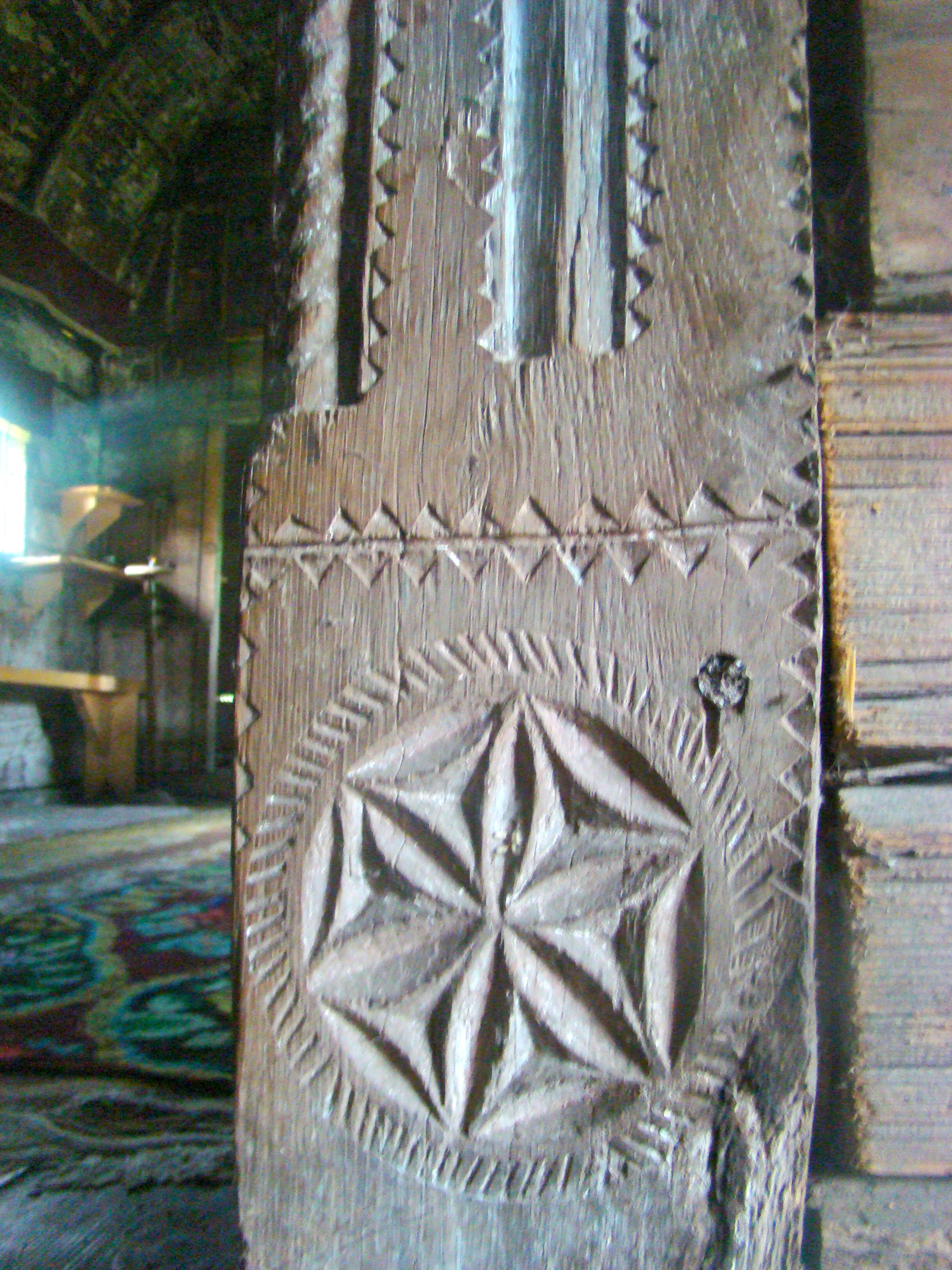
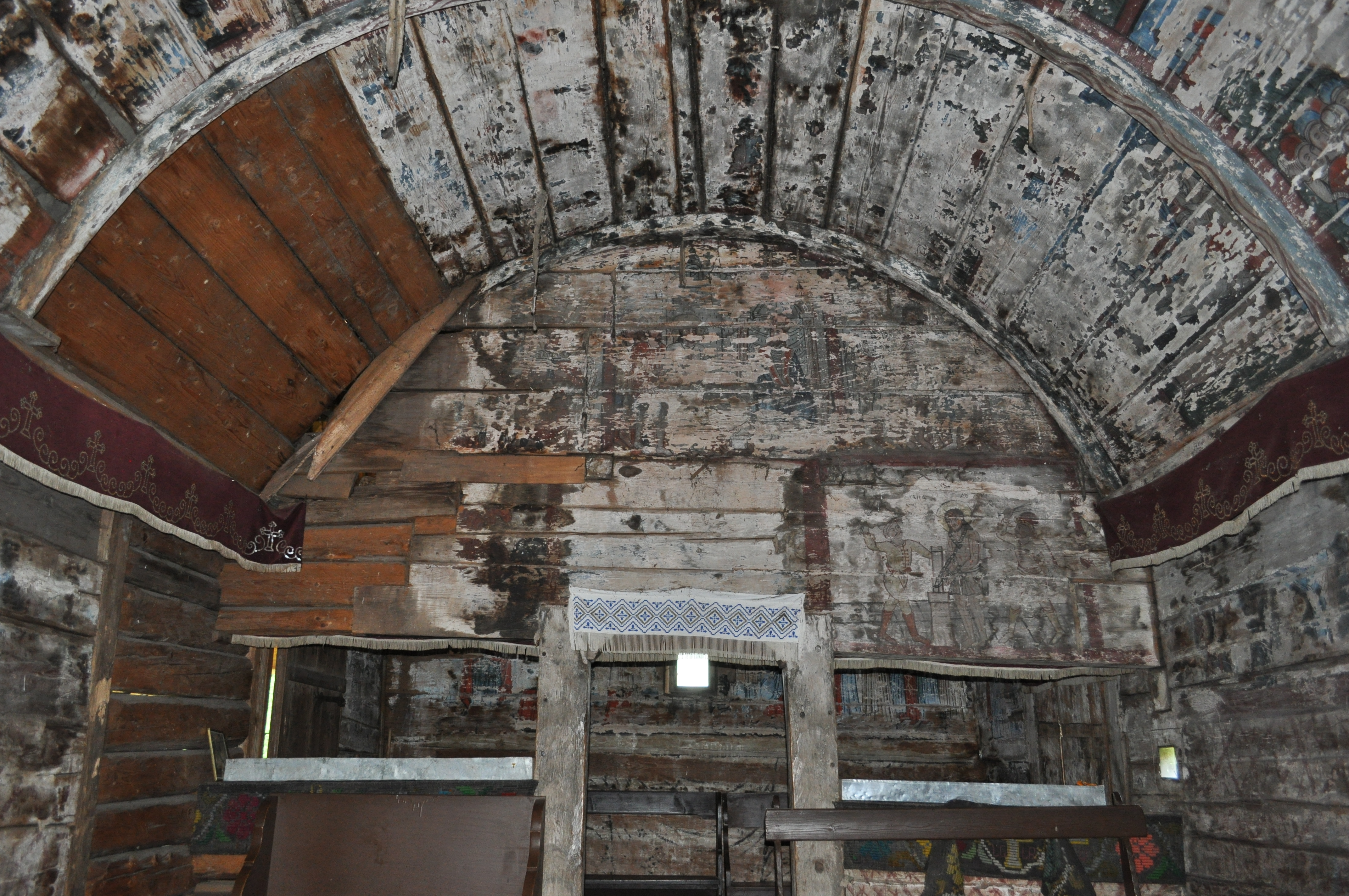
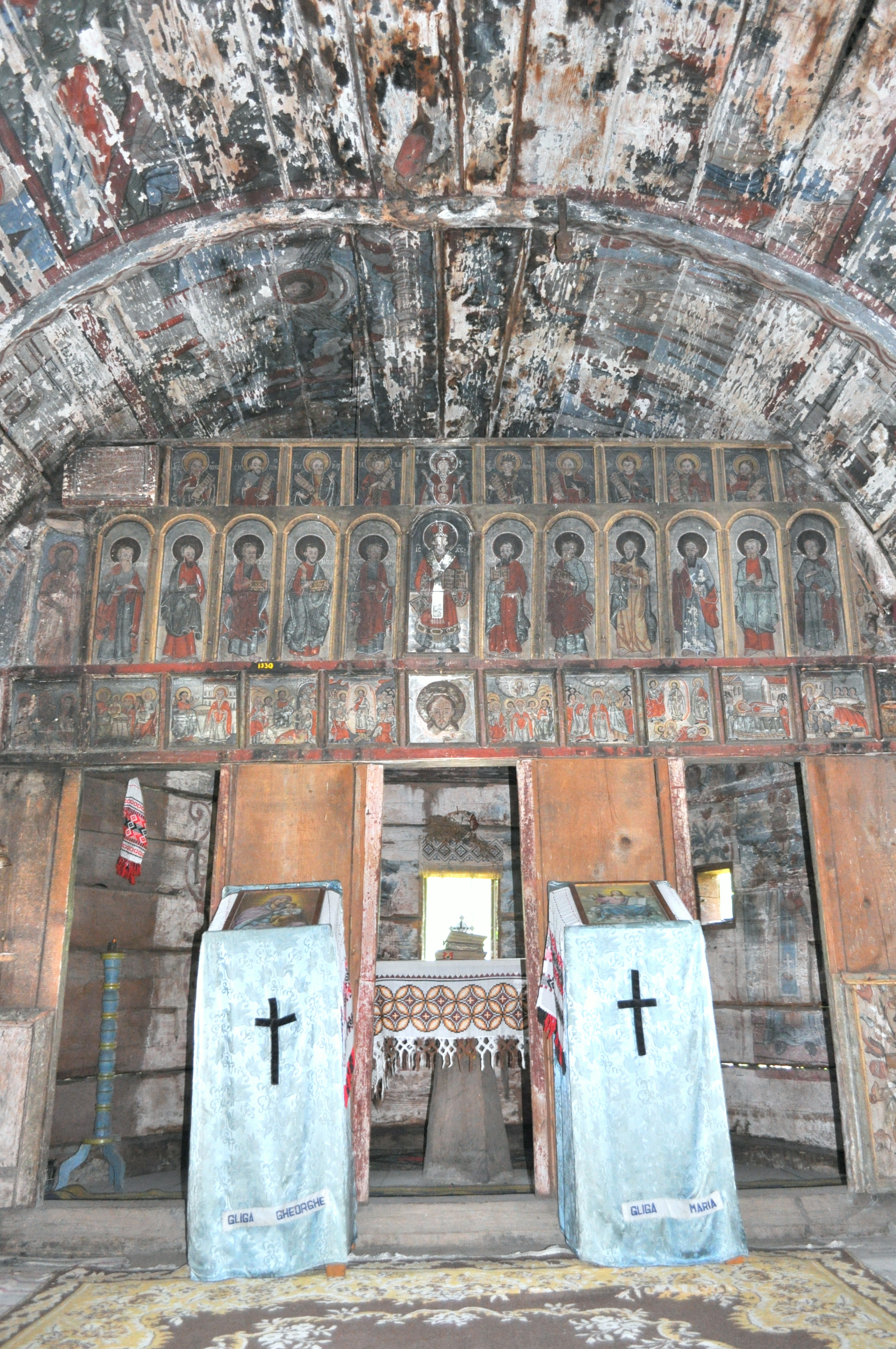
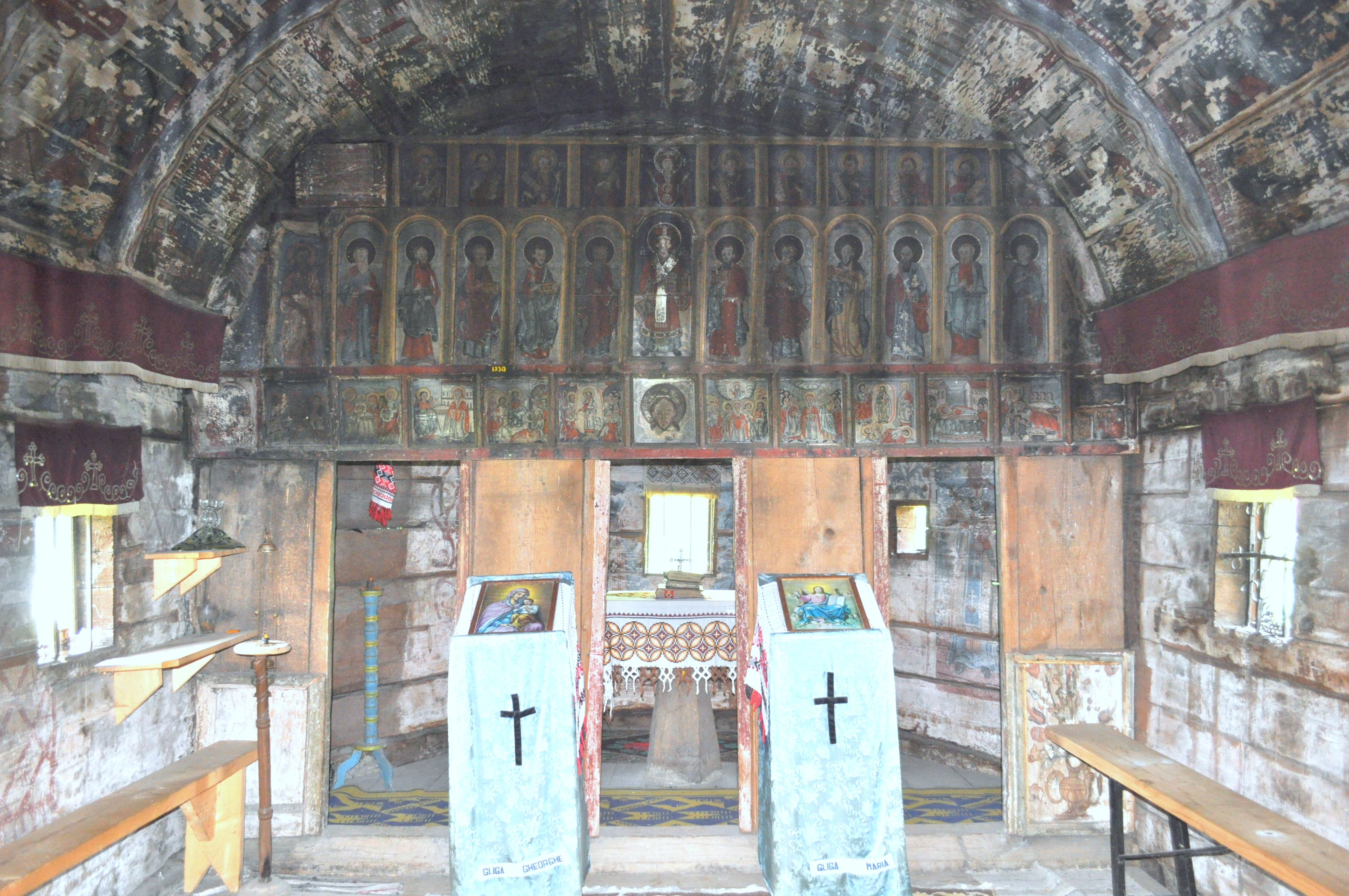
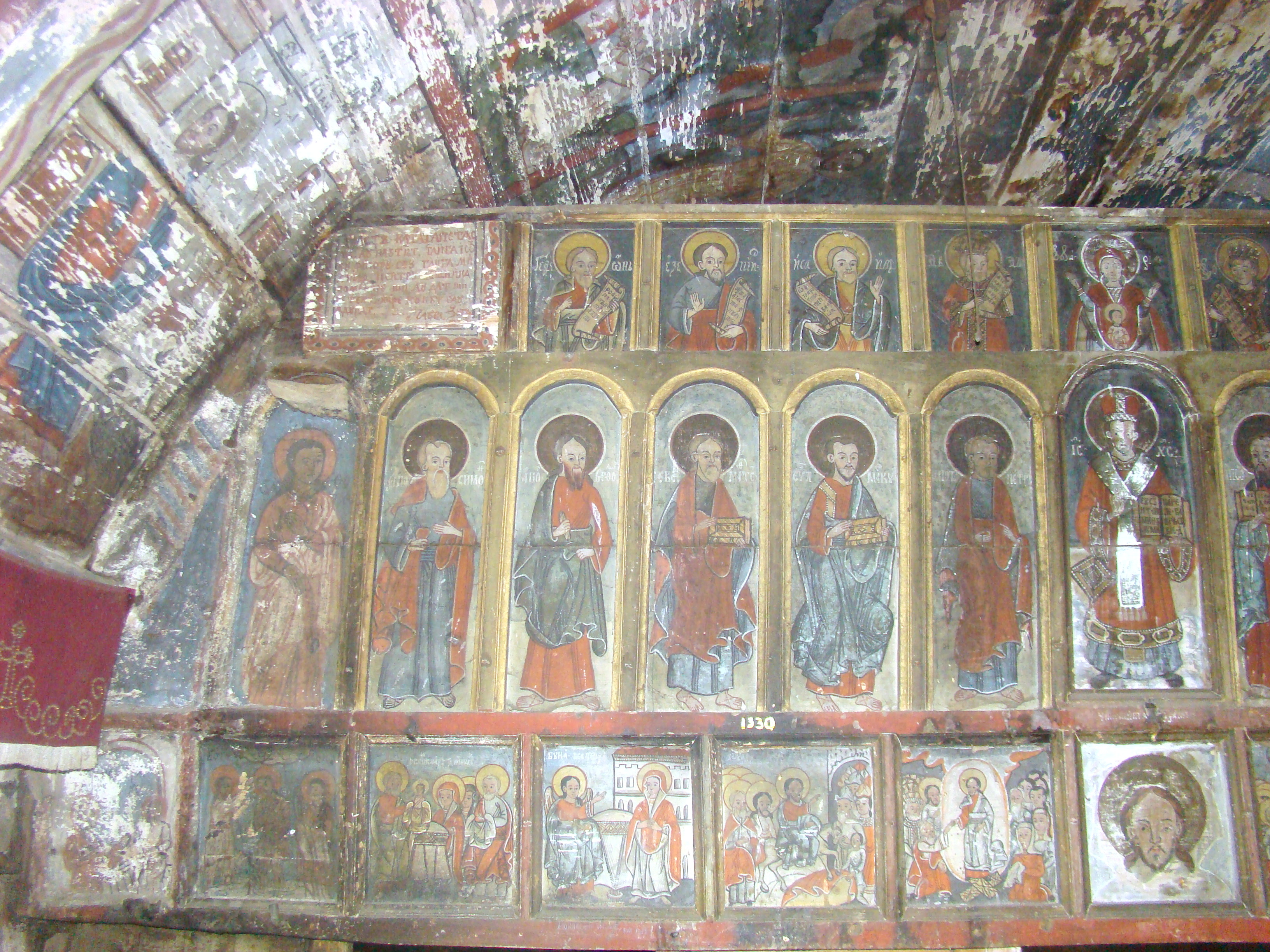
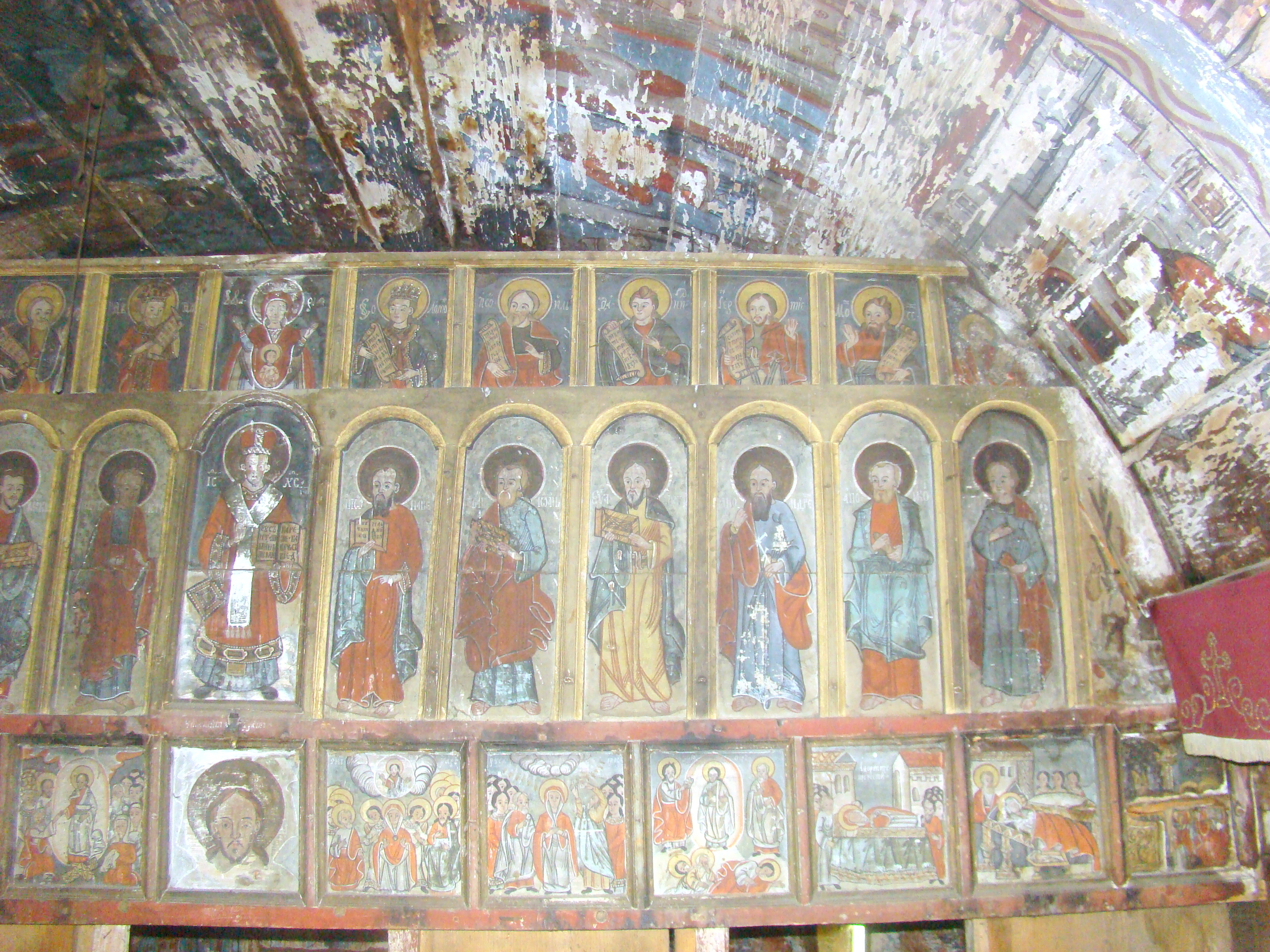
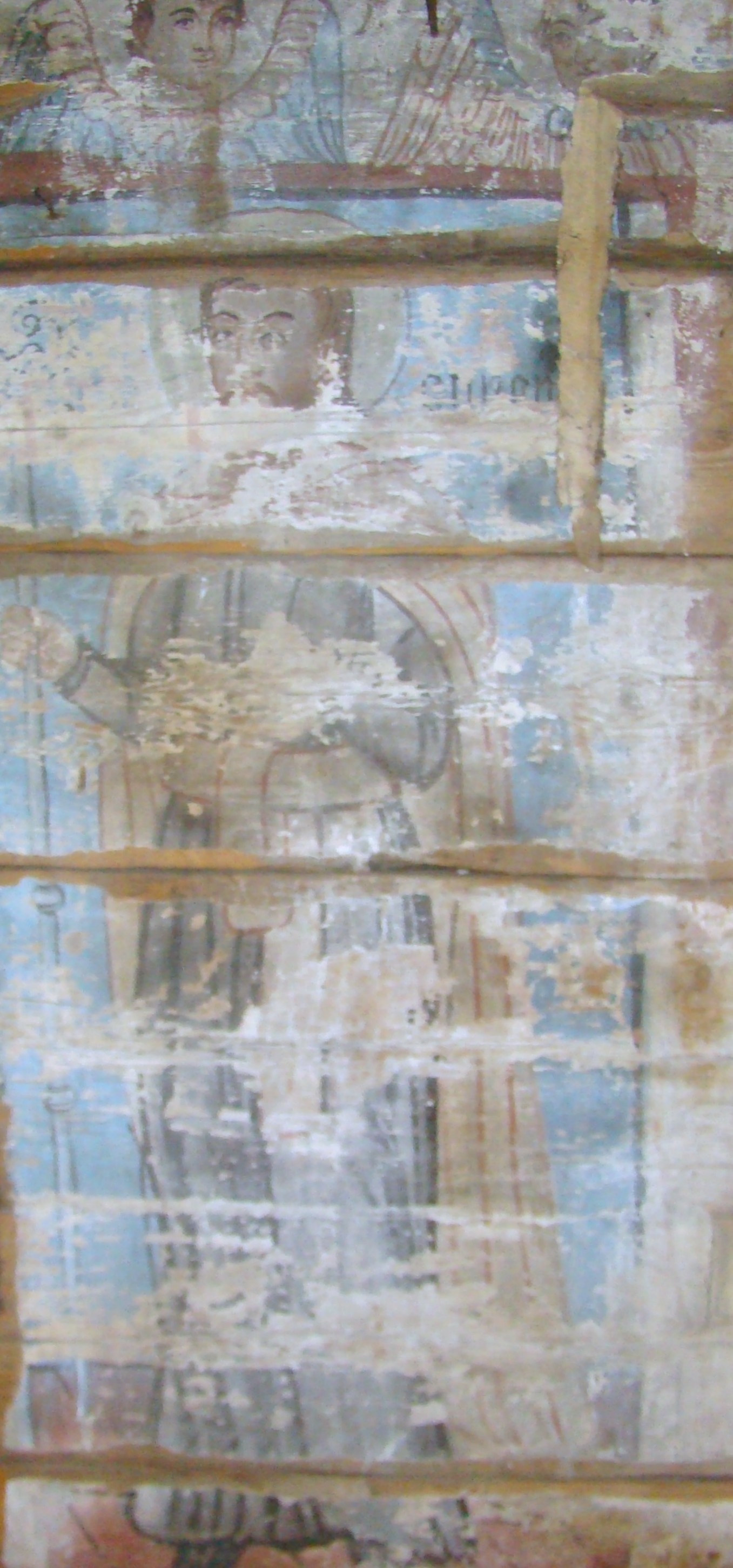
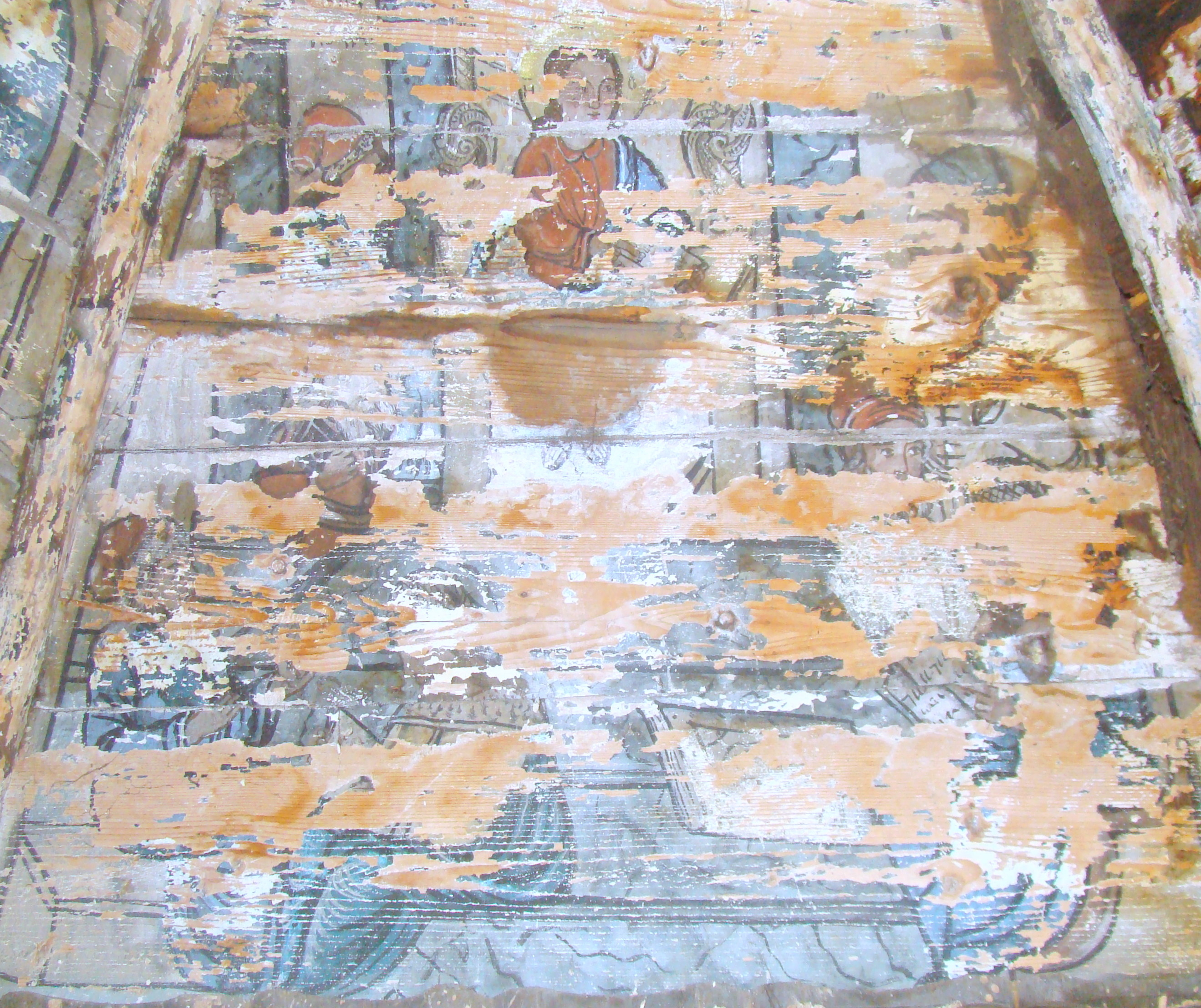
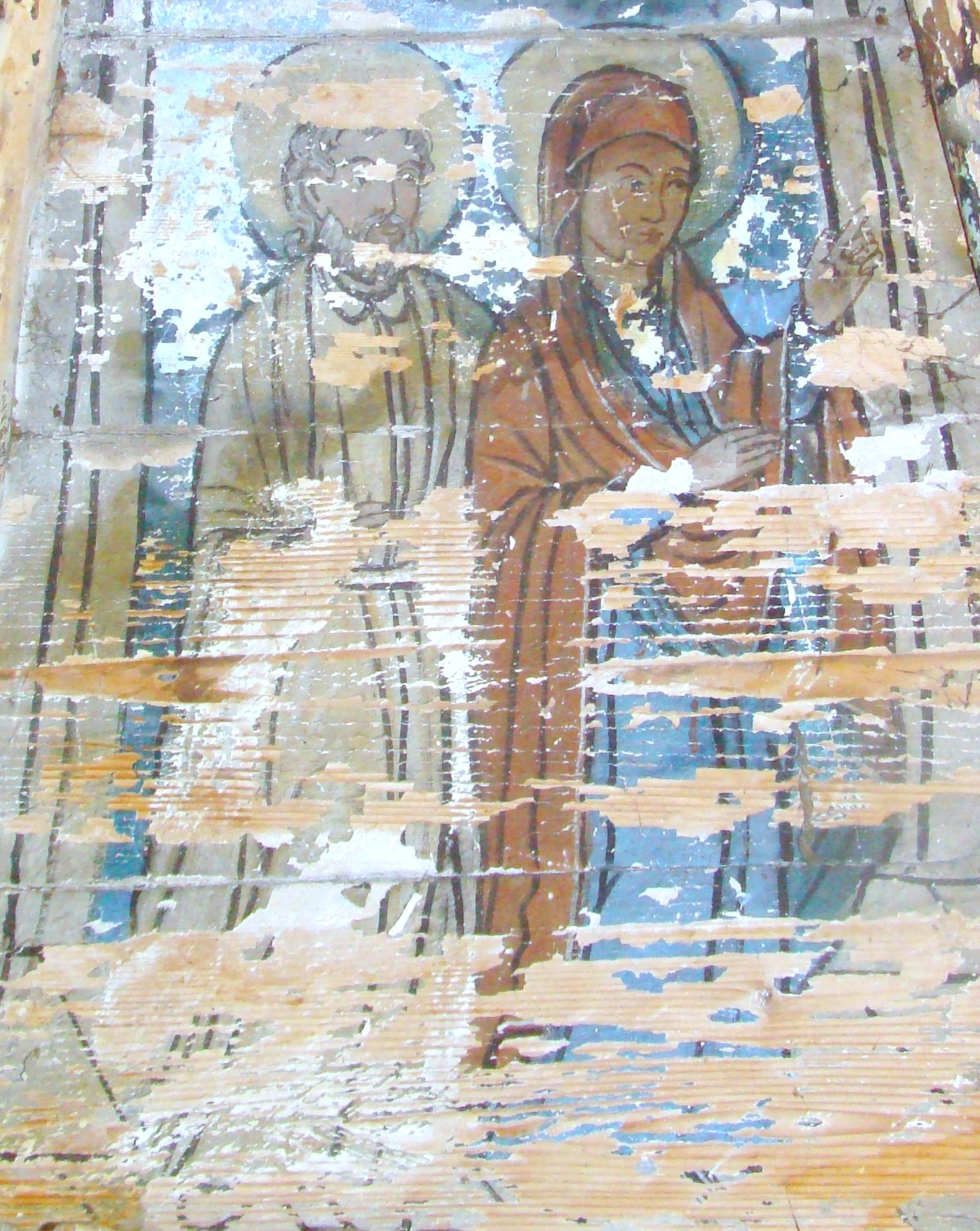
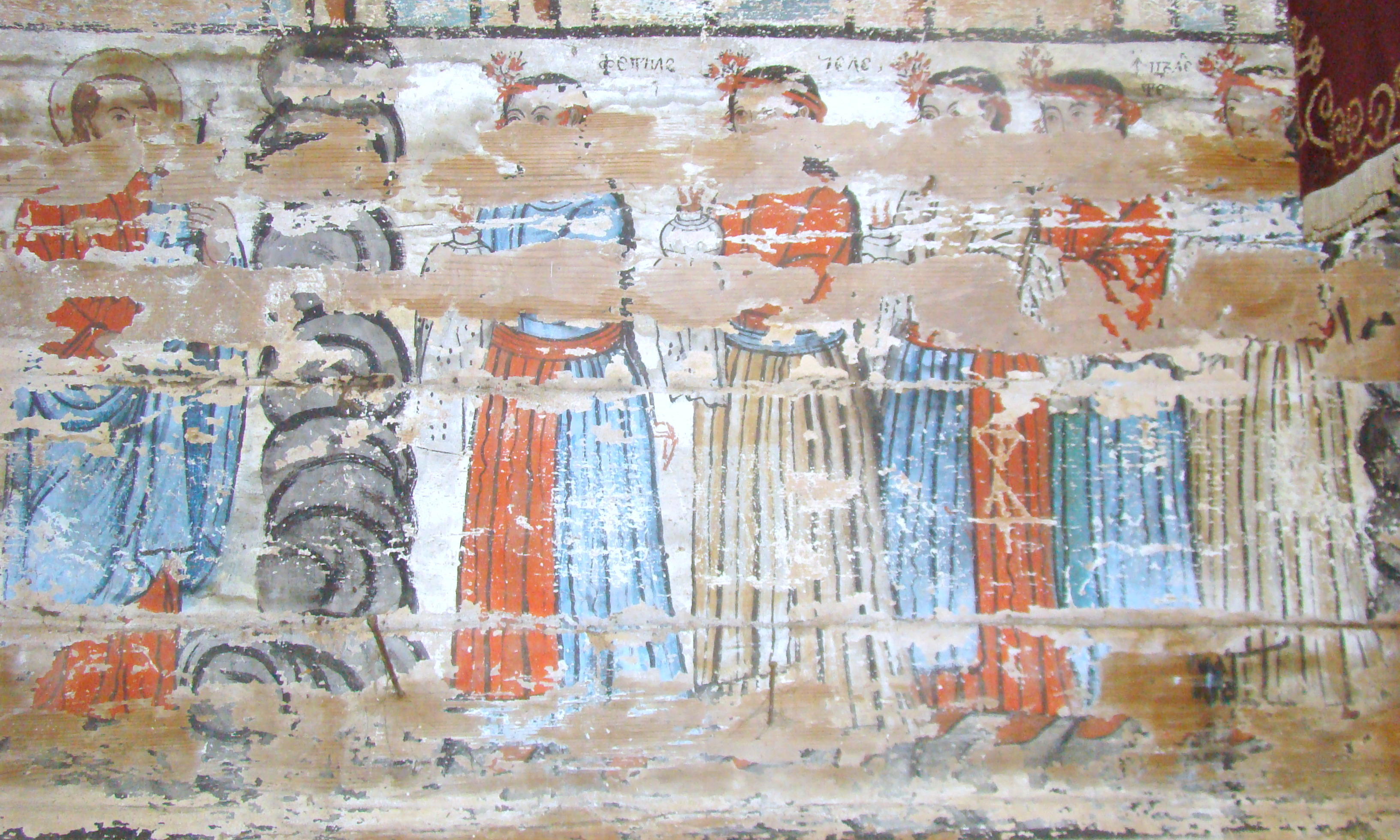
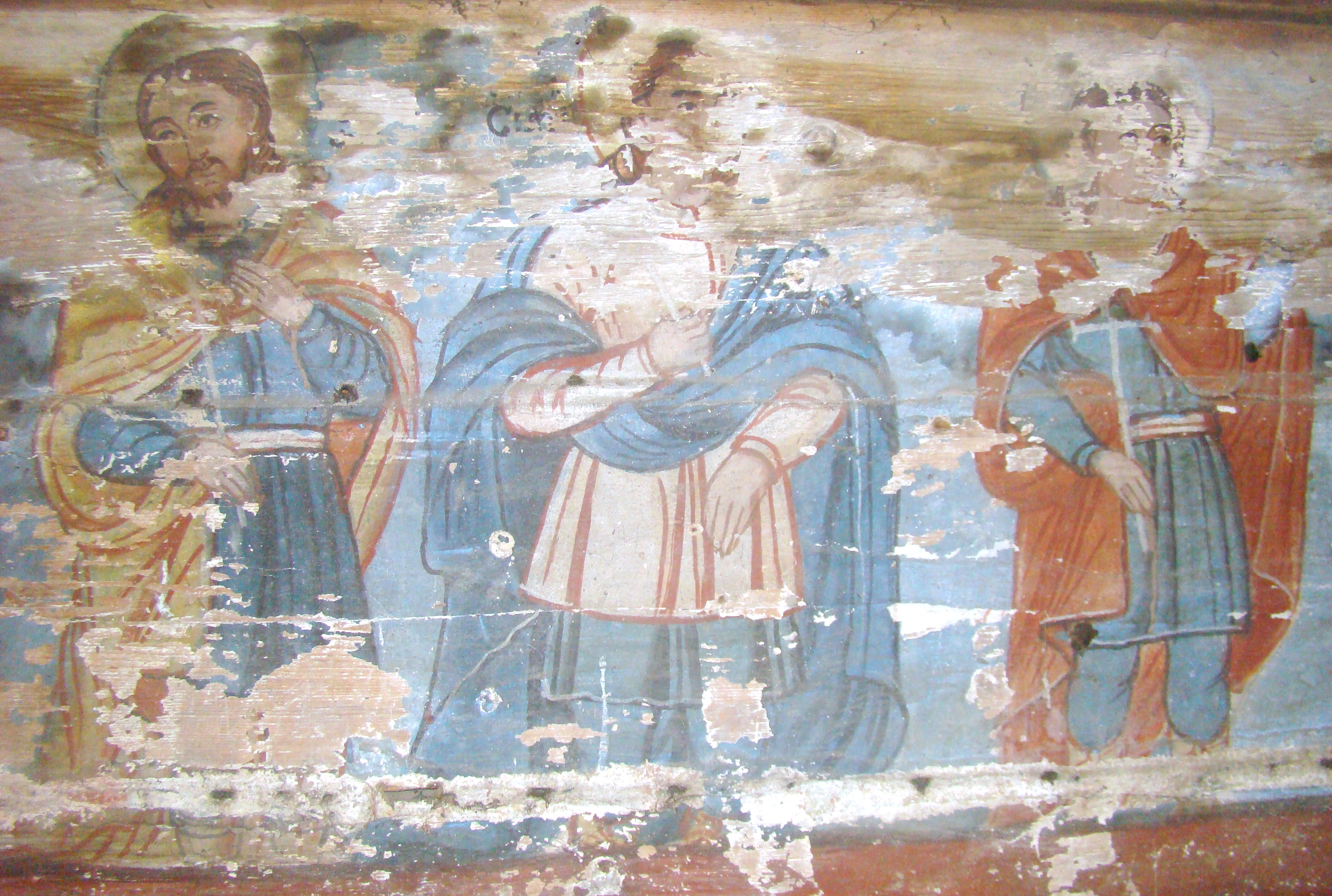
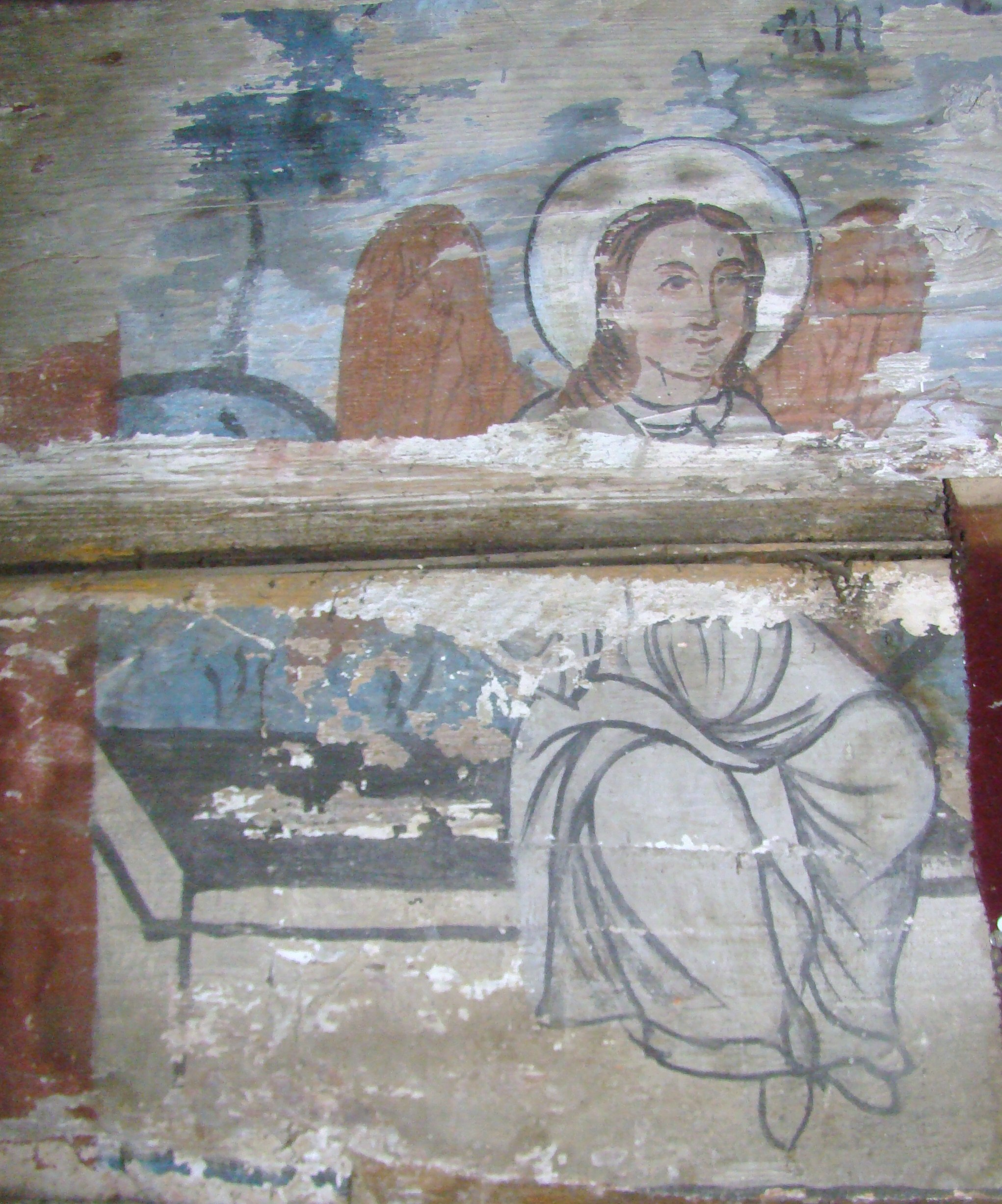
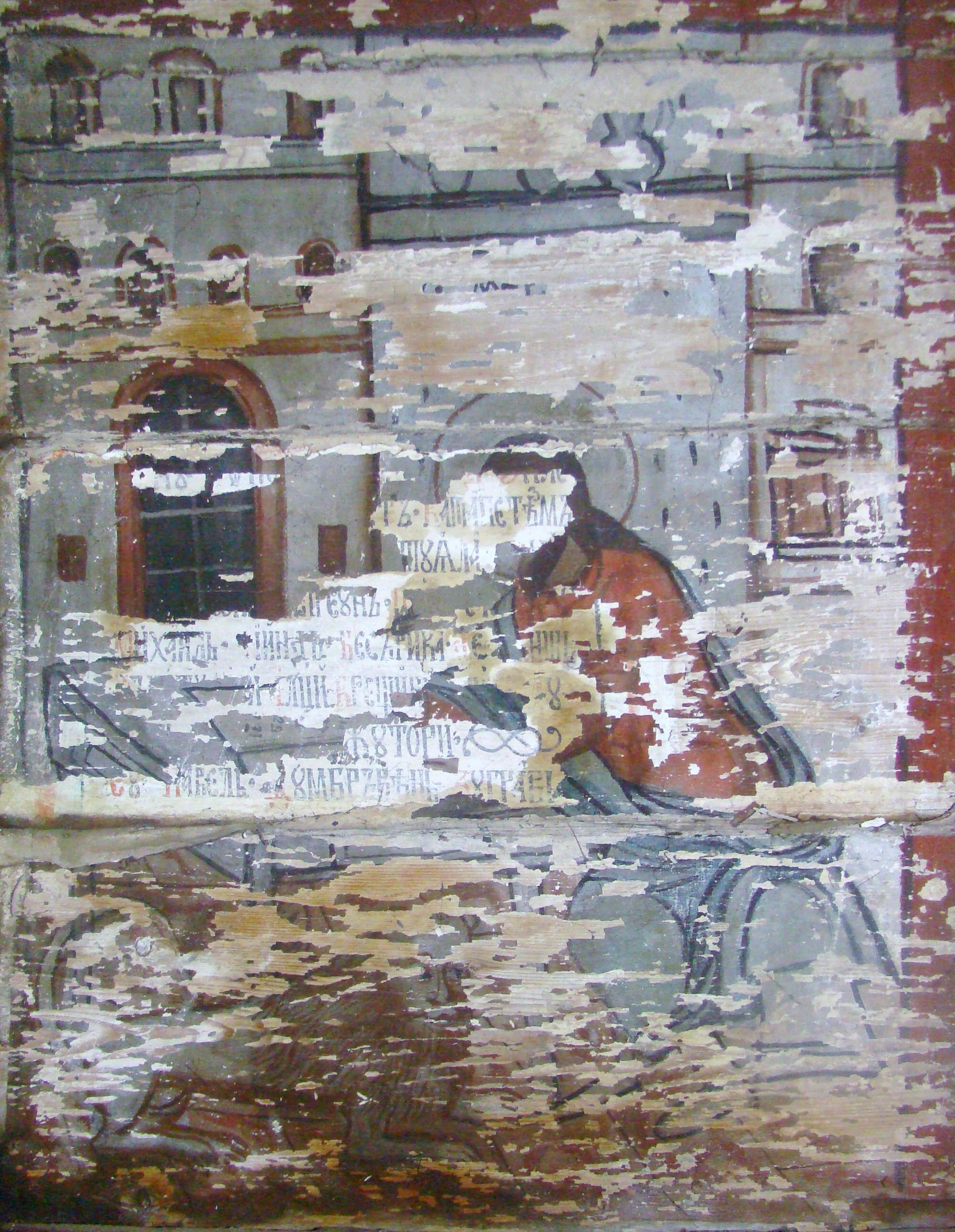
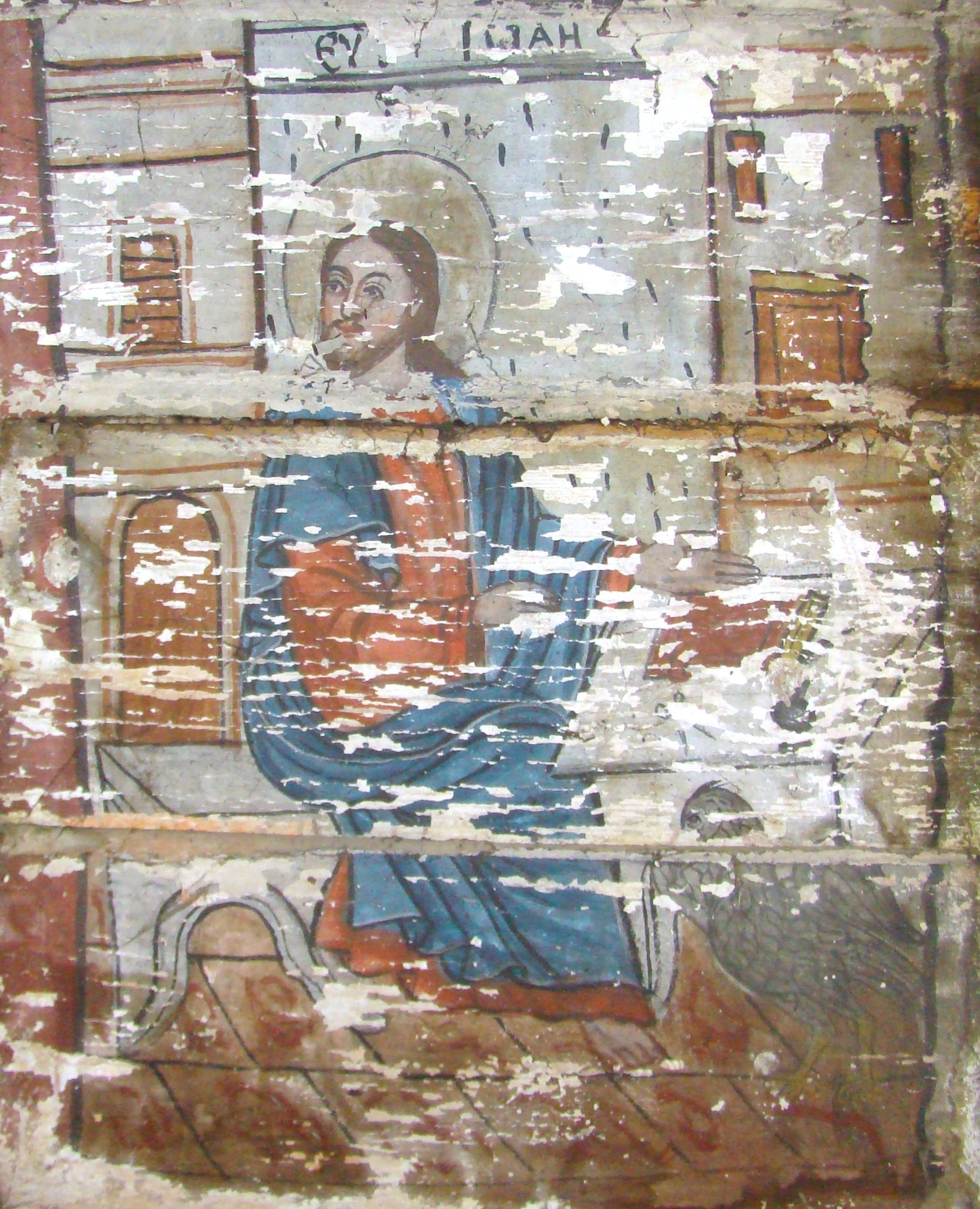
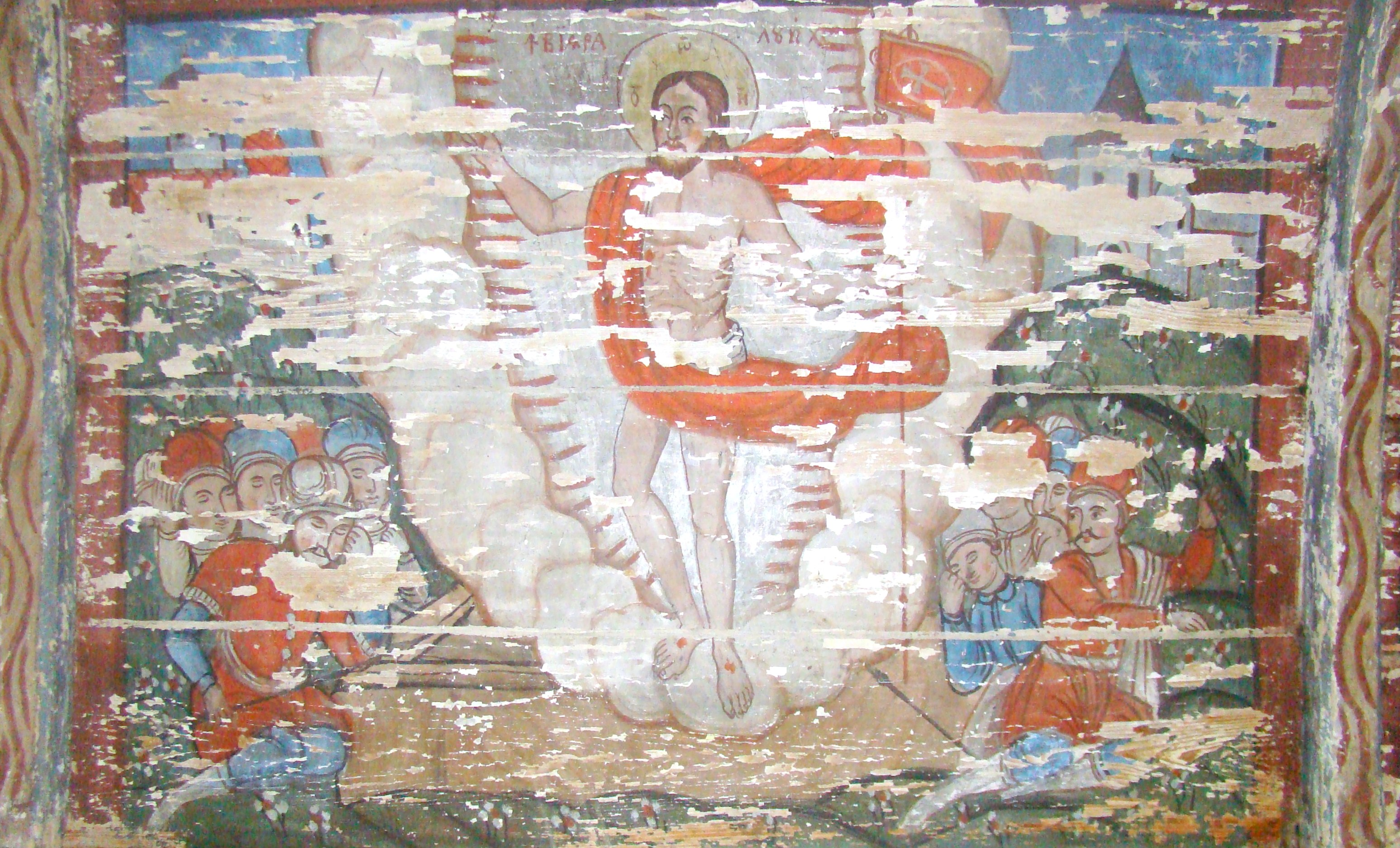
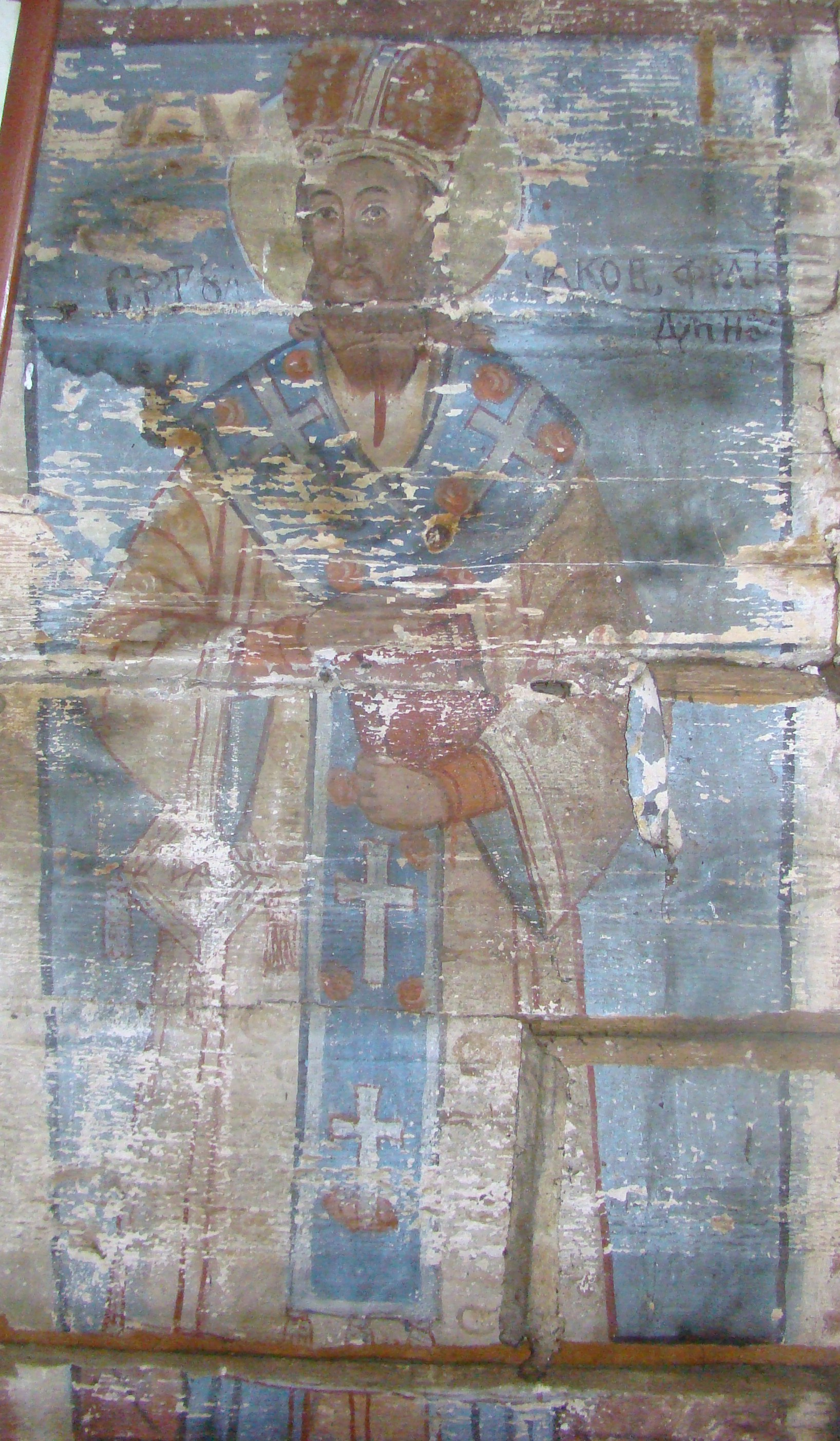
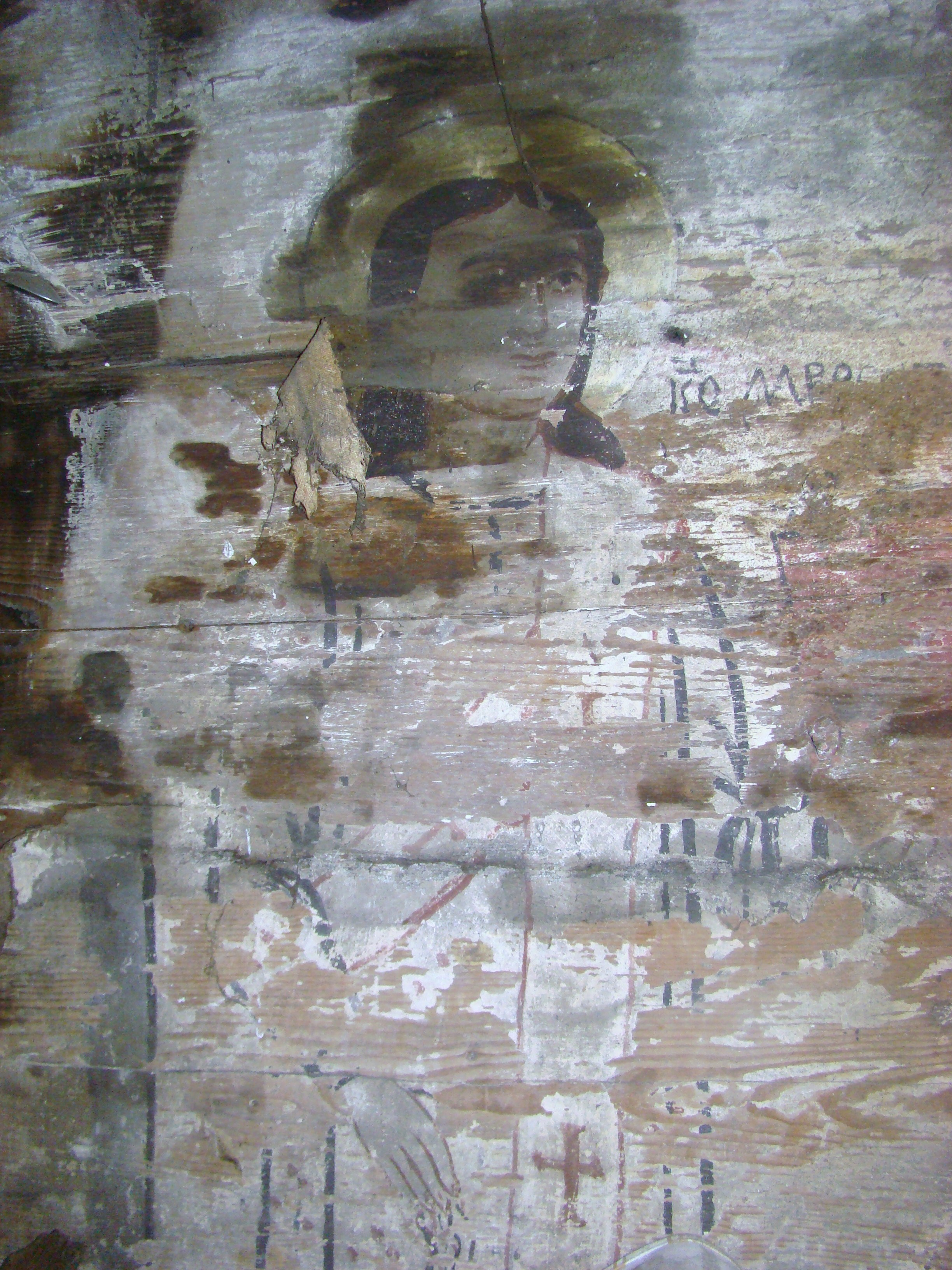
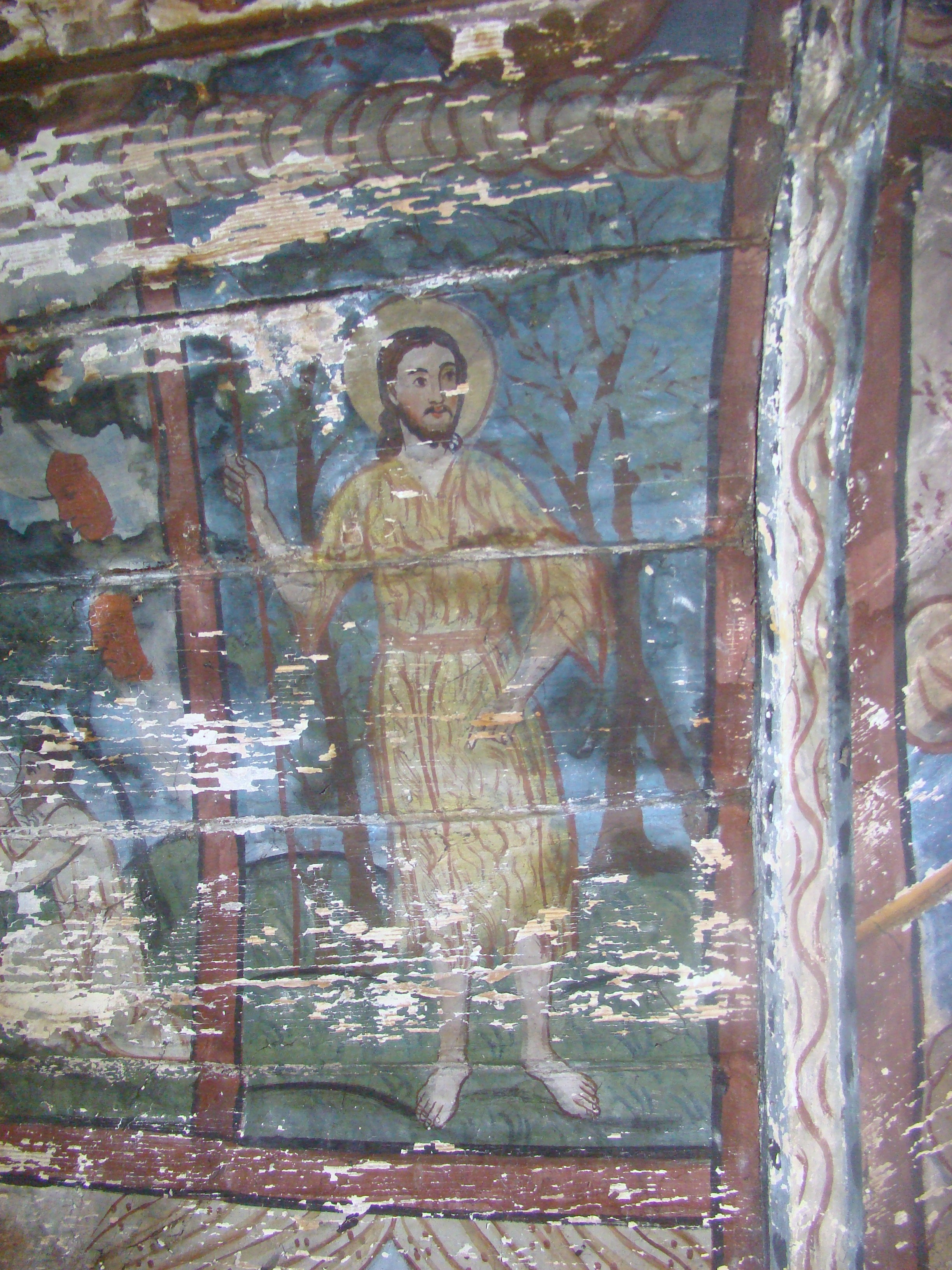
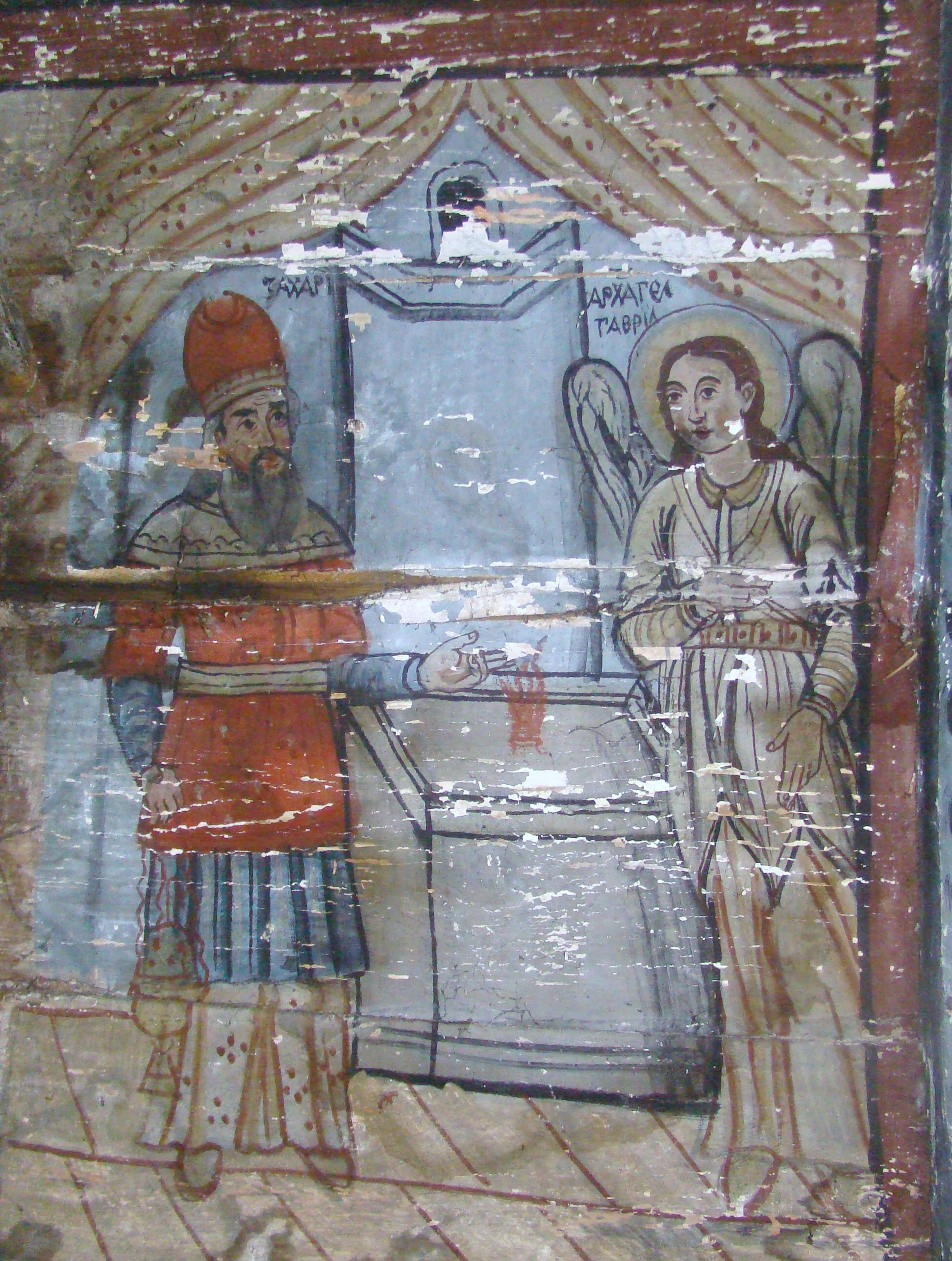
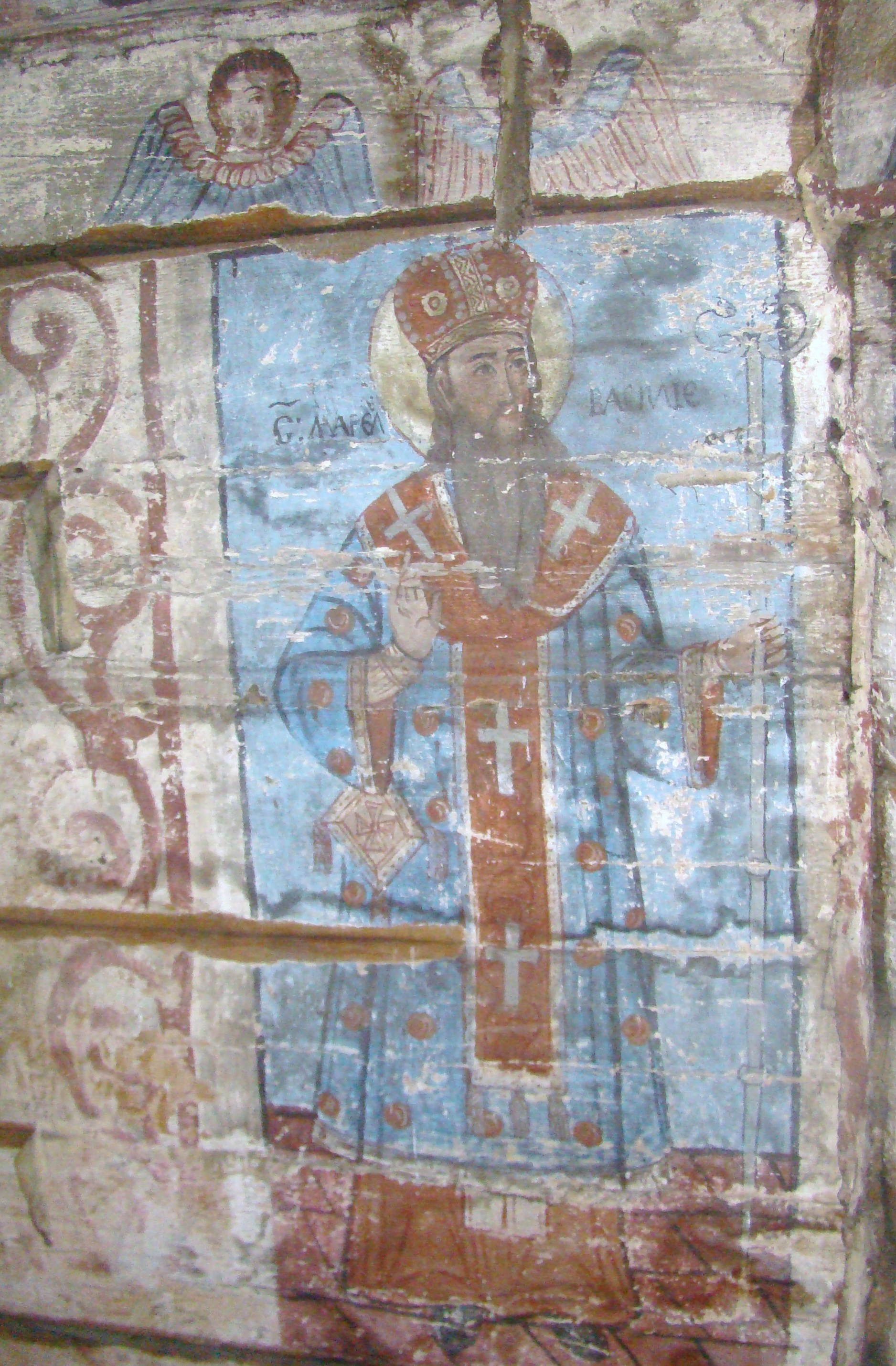
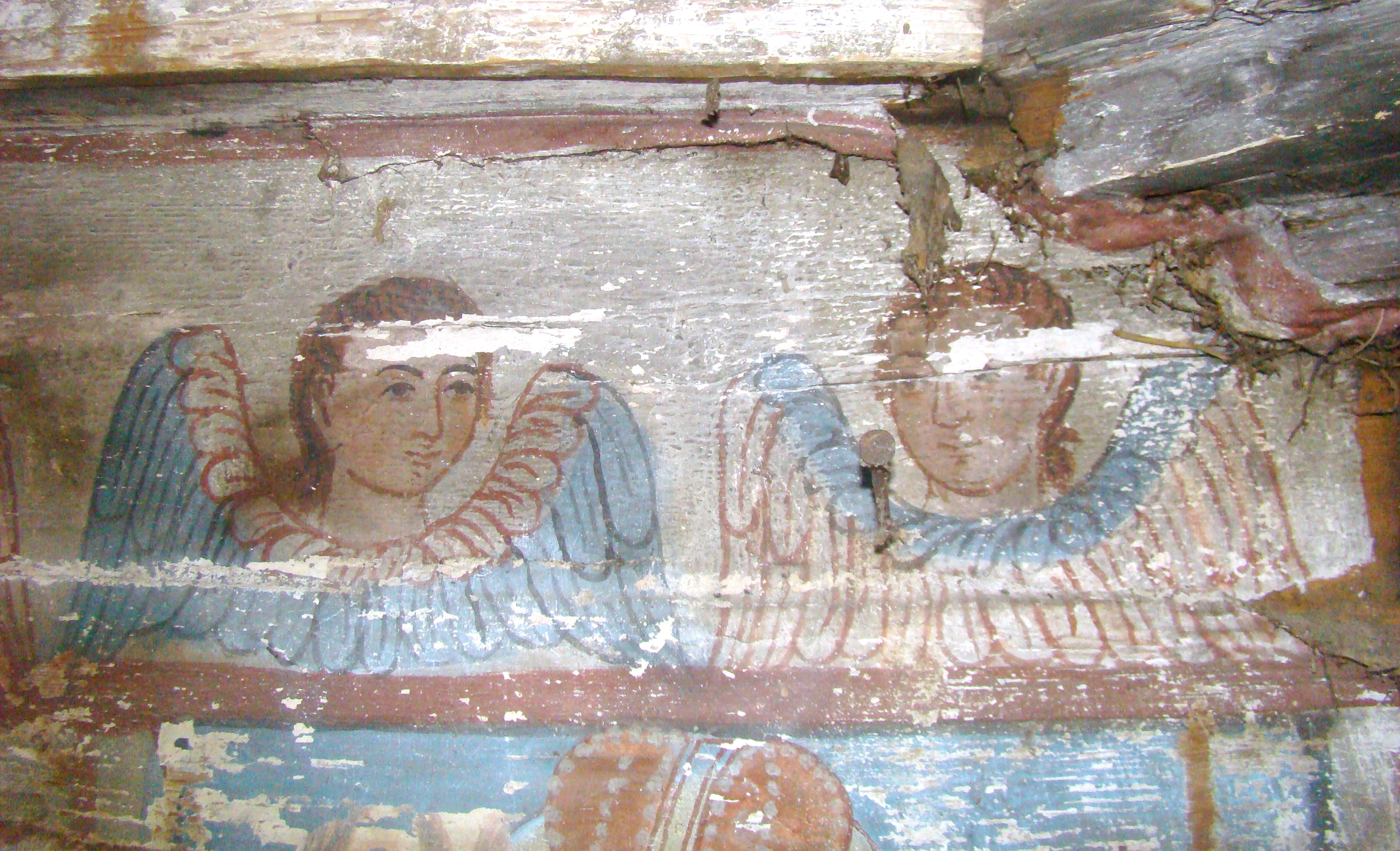
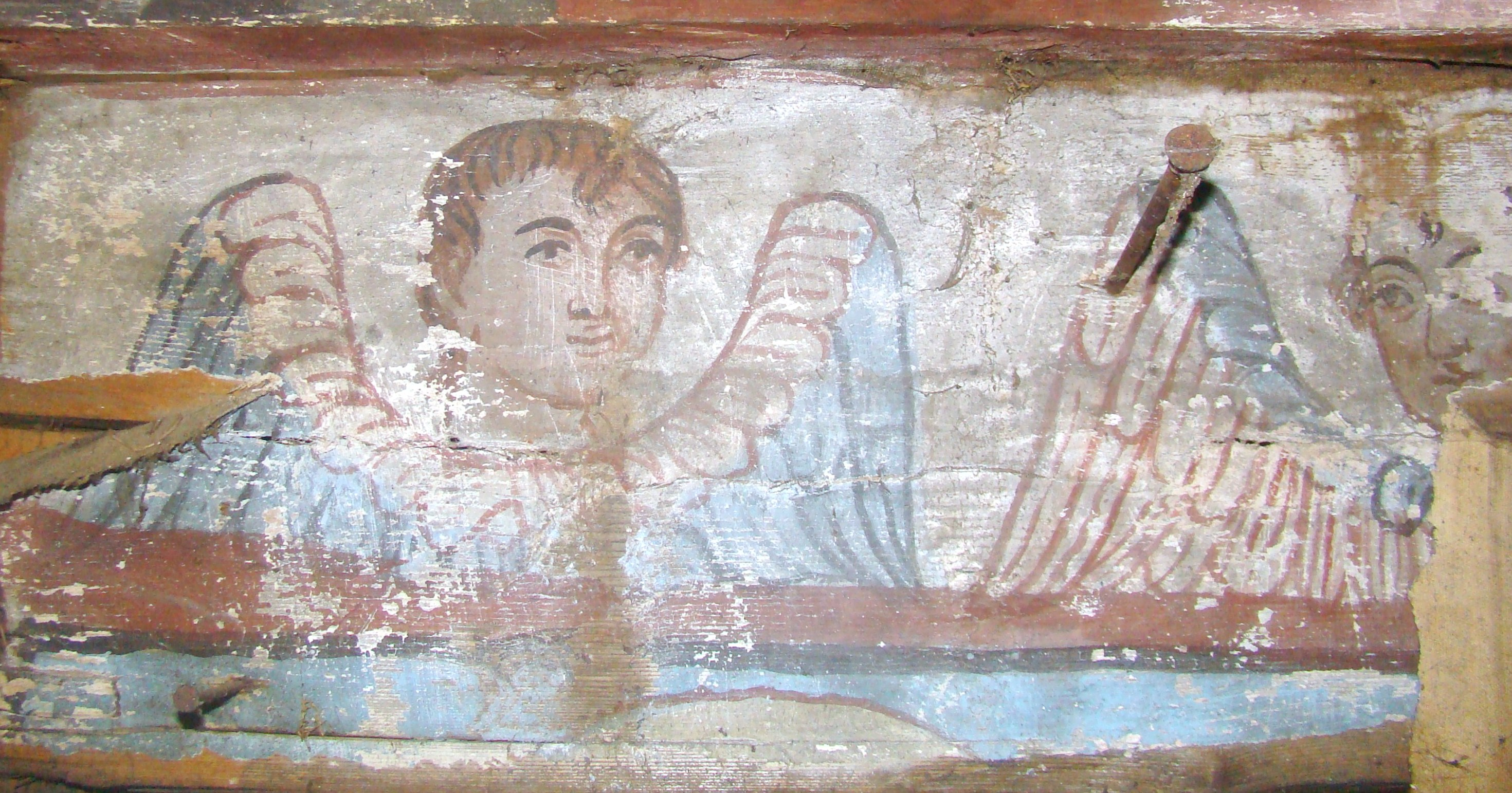
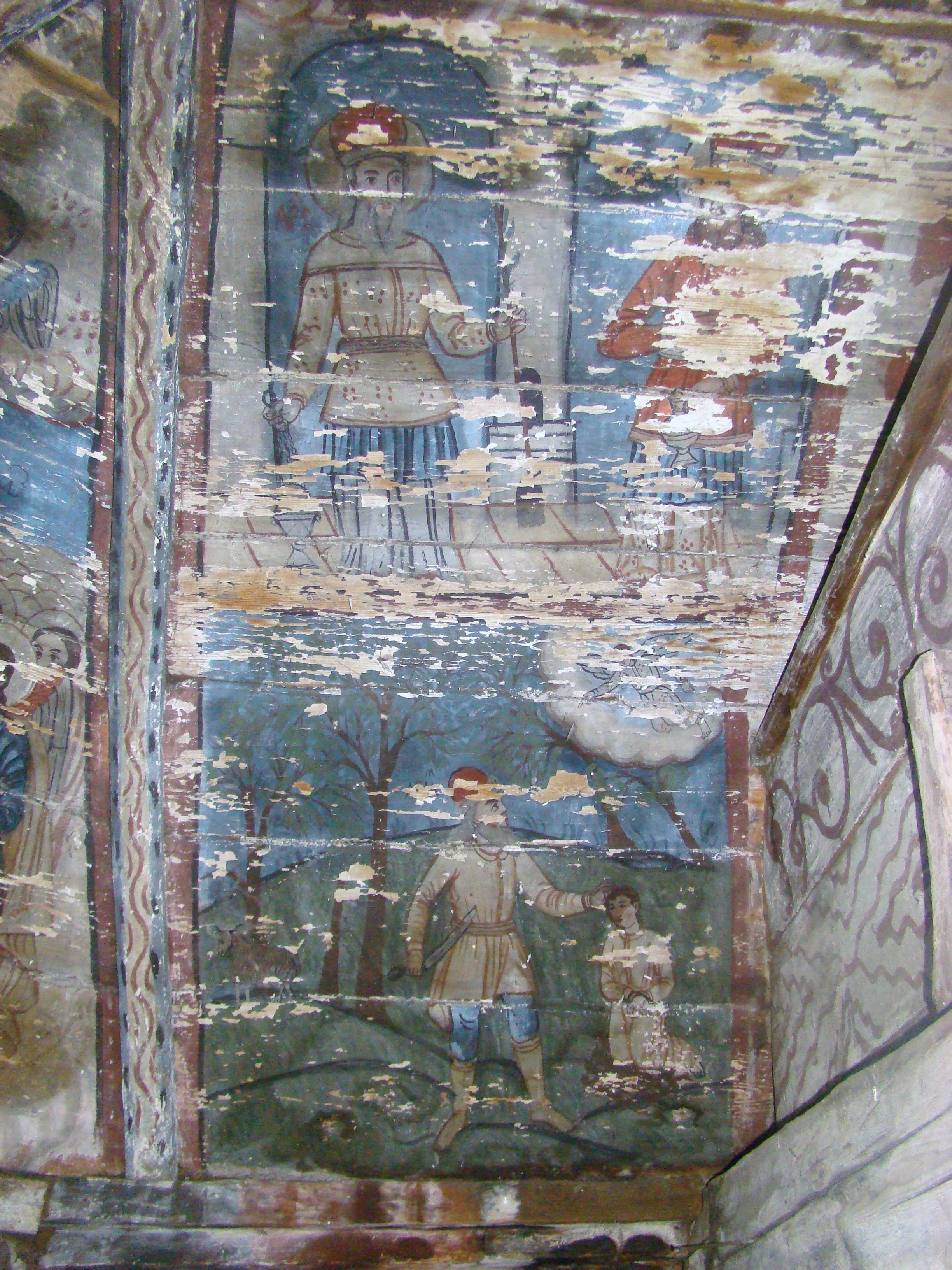
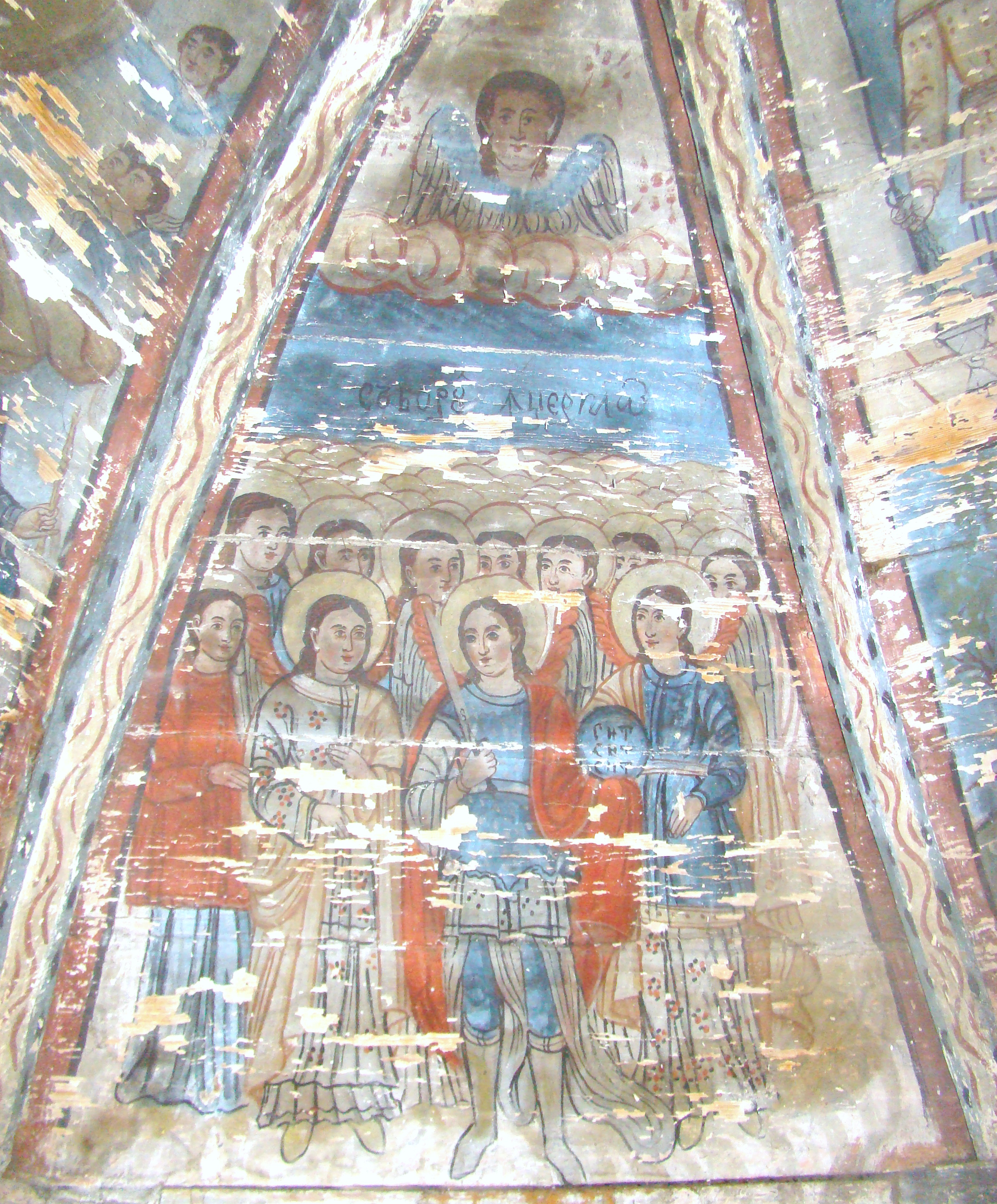
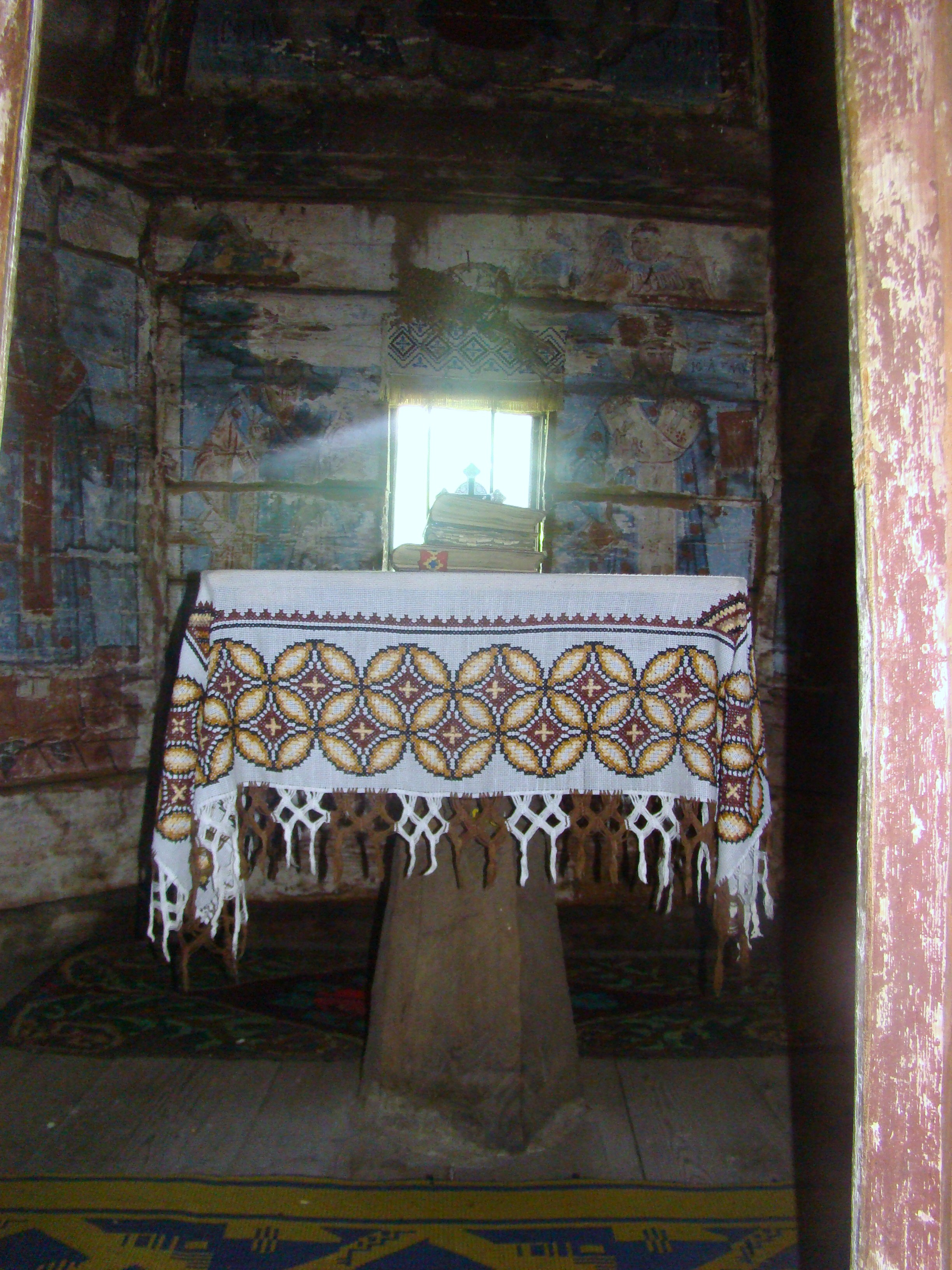